# Мшанець (Самбірський район)
Мшане́ць — село в Україні, входить до складу Стрілківської сільської громади Самбірського (до 2020 р. — Старосамбірського) району Львівської області. Перша збережена письмова згадка про село датується 1446 роком.
Це найбільш досліджене село в історико-етнографічному вимірі не тільки в Україні, але й у всій Центрально-Східній Європі, головно завдяки діяльності о. Михайла Зубрицького, який тут душпастирював у 1883—1914 роках та поєднав служіння сільського священика і громадського діяча з великою науковою працею над історією, культурою та побутом села і сусіднього регіону, залучивши до цих досліджень Івана Франка, Володимира Гнатюка, Іларіона Свєнціцького, Хведора Вовка, які відвідували Мшанець для польових досліджень. Про Мшанець також згадували історики Михайло Грушевський та Богдан Барвінський.

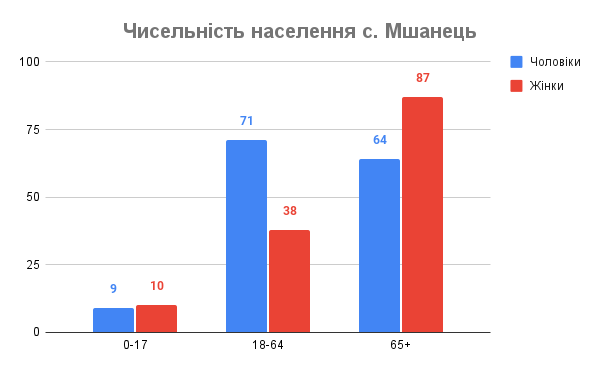
Чисельність населення с. Мшанець, 2021.

Сьогодні (2022 р.) населення становить де-факто 170 осіб (де-юре 256 повнолітніх). Орган місцевого самоврядування — Стрілківська сільська громада.

## Географія
Село знаходиться у масиві Верхньодністровські Бескиди (Карпати), розміщене під горою Маґура-Лімнянська. Засноване серед великих лісів. О. Михайло Зубрицький згадував, що «ще й тепер находять в земли галузи і грубі колоди».

Мшанець (в устах народа «Пшенець») лежить в горах, однак село розложило сь на рівнинї, з незначними декуди горбками, лиш від западу стоїть гора Жуків, а на полудневім западї Маґура. На тих двох горах мають люде поле, розкинене кусниками, проче, далеко більша часть лежить на рівнинї. Поле на північ від села є загалом мочарне, млаковате, сухші кусники орють, на мокрійших косять млаку.
Село Мшанець виглядає на катастральній мапі як подовгастий чотиробічник. Ріка Мшанка [перша повноводна притока Дністра] входить в село від западу з Бистрого і Михнівця, переломлює дві гори Маґуру і Жуків і перепливає через село передїлюючи його на дві нерівні частини.

На невеличкій рівнинї під Жуковом і на збочах Маґури по над ріку розмістив ся присїлок Завадка, там є тепер 22 хижі [у 1951 році СРСР насильно вивіз всіх мешканців в Одеську та Миколаївську обл.]. Від горішнього млина по долішній властиве село, люди з тої части називають себе селянами. Низше села стоїть присїлок Лан з 14 хижами. Мешканцї обох присїлків називають ся «Завадце» і «Ланяне».
Сусідні села — Галівка, Плоске та Ґрозьова.
Неподалік села знаходяться Національний природний парк «Королівські Бескиди» та Регіональний ландшафтний парк «Верхньодністровські Бескиди».

## Історія
Деякі фахівці переконують, що давні люди з'явилися на території Прикарпаття і Карпат у добу мезоліту (IX—IV тис. р. до Р. Х.). Польські науковці стверджують, що початки осілості у цих краях сягають часів неоліту. Однак наразі дуже мало збереглося артефактів з тих часів.
Дані про древній період могли не зберегтися через окупаційну політику держав, які з моменту занепаду Київської Русі та Галицько-Волинського князівства володіли цими землями. Цю частину історії ще необхідно ретельно дослідити, оскільки, цілком ймовірно, що вона набагато давніша, ніж офіційно відомо.

### Київська Русь та Галицько-Волинське князівство
Відомо про існування руського городища на г. Магура (саме село знаходиться під горою) ще в XI-XIII ст.
Володимир Кобільник, співзасновник товариства «Бойківщина», досліджуючи історію заселення Карпат, дійшов висновку: в княжі часи через Старий Самбір і Турку існував прадавній торговий шлях – Руський путь, а гірська частина Бойківщини уже «від VI—XIII ст. була густо заселена, і у XIV ст. життя це радше підупало, ніж розвивалося», через монголо-татарську навалу.
Те, що задовго до появи у горах поляків тут вирувало життя підтвердила Карпатська архітектурно-археологічна експедиція Інституту суспільних наук АН України, очолена М. Рожаком у 1978—1988 рр.

### У складі Польської держави (XVIст.— 1772р.)
На даний час більше відомостей збереглося з часів перебування цих земель у складі Польської держави (вони входили до так званої «королівщини» або королівських маєтків) та їх заселення у XVI ст. переважно з ініціативи королеви Бони, яка мала одну зі своїх резиденцій в Старому Самборі. Однак перша збережена письмова згадка про село Мшанець датується ще за століття до цього — 1446 роком

О. Зубрицький згадує, що не зміг знайти грамоти на заснування села (він зібрав у селян та описав документи з 1649 по 1872 роки). Але: 
В найстаршім з виданих описей — люстрації 1564 р. (М. Грушевський, Жерела до історії України-Руси І, с. 231) Мшанець вже виступає як стара осада волоського права, на 20 давнїх ланах, до котрих пізнїше ще примірено три, крім дворищ солтиських і церковного. 
Михайло Грушевський у «Сторінках з історії українсько-руського сільського духовенства» описує грамоту 15 жовтня 1546 р. «Кор[олева] Бона надає парохію в с. Мшанці Івану, з записею 10 гривень».

Поселенців приваблювало так зване «волоське право» (або «пастуше право»), котре надавало селянам вільне користування ґрунтами і полонинами, під владою громадських старшин (названих спочатку «князями», а потім війтами і солтисами), які платили податок до королівської каси, давали людей до війська і мали власний суд. «Кожда грамота на засновок села подавала условини. Солтиси були посереднім станом між шляхтою а хлопом панщизняком». Деякі румунські історики пов'язують волоське право з румунським етносом, проте очевидно, що це були східні християни і що їхні нащадки у XIX ст. були цілковито руськомовними. Франк Сисин наводить статистичні дані 1890 р. про мешканців Старосамбірського і Турківського повітів, у яких налічувався найвищий відсоток греко-католиків серед усіх повітів Галичини. У Старосамбірському повіті налічувалося 38 764 носіїв української мови (77,84 % від всього населення), у Турківському — 55 507 (88,83 %). Етнографічно населення цих теренів належить до «бойків». 
Вправдї польський уряд засновуючи в горах села на волоськім праві не робив ріжницї між війтіством, а солтиством (advocatia vel scultetia), однак в Мшанци була ріжниця, для того і грамоти їх осібно подані. На війтівстві були шляхтичі Стецковичі, Гузельовичі і Петричковичі, та зайшлий Поляк Янківський, а на солтистві Волощак, Дорош, Бутрим, Дицман.
З часом війти і солтиси асимілювалися в польську шляхту з правової точки зору. Землі, надані для їхнього утримання, Корона почала роздавати у власність різним панам, що запровадили досі невідому тут панщину.

Проте ці території ніколи не знали великих панів-магнатів або великої земельної власности, що докорінно відрізняє цей регіон від Поділля. Тут, на відміну від решти Галичини, майже не було поляків, і місцева дрібна шляхта майже не зазнала колонізаційних впливів, а абсолютна більшість мешканців говорили бойківським діалектом української мови та належали до Греко-Католицької Церкви. 
В Мшанци були три лани війтівства, один на Ланї, з відки і назва його пішла, там земля найлїпша, бо все положене на досить просторій ровени по над ріку. Ланянам все завидують і тепер, повідають: «нема то, яка Ланянїм!».
Другий лан ішов по при церков в оба боки до бандрівської і ґрозівської границї, третій лан був на Завадцї, а крім тих трьох ще було солтиство і той лан ішов по при горішній млин по під Жуків і Маґуру.
Поле на Завадцї не зле, добре родить, але тяжке до управи, бо майже все по обох горах розкинене, зерно до сівби нераз несуть на плечах, тяжко виорати, бо скиби через плуг падають, та й тяжко «хлїб» звести домів.
На Завадцї цїле війтівство засїли Петричковичі і Лїнинський, на «Лану» частину уживали Стецковичі, перед тим Липецький, а більша частина належала до самбірського скарбу.
Понизше церкви жили на війтівстві Гузельовичі, Стецковичі, Поляк Янківський і підданий Паращак, названий в селї Подоляком. Котрийсь пан привіз з собою в село слугу, дав йому чверть війтівства, а люди назвали його висше поданим іменем.

Більша часть і сього війтівства належала до замку і переходила разом з ланянським ланом з рук до рук ріжних арендаторів, як Воловського, Гумнїцького, Здеркевича, а на останок Пюрковського.
Богдан Барвінський наводить цікавий документ «Бунт в селї Мшанци 1717 р.» про панщинні відносини і аґрарний бунт.
Мшанець за часів Речі Посполитої належав до країни Липецької в економії Самбірській землі Перемишльської.
Польські автори наголошують, що піддані королівських сіл мали особисті свободи і їхнє економічне та правове становище було значно кращим, аніж у селах, що належали до шляхти. Тут збереглася власна шляхта, що походила від давніх князів, званих пізніше війтами. До XX ст. їхні нащадки зберігали у скринях привілегії з наданнями королівськими. Окрім них мешкали смоляци (smolacy) і солтиси — вільні від навантажень підданих. Також селяни (kmiecie) платили відносно низьку орендну плату (czynsze), вимір панщини теж був дуже низький.
В інвентарю за 1760 рік згадується, що громада скаржилася на Jmp. Piórkowskiego, посесора війтівства, що їх до незвичайних робіт примушує, б'є, неправильно обирає карбовників (karbowników), obranych zaś przez Jm. Pana Krajnika zrzuca, із пустих ґрунтів (полів) овес розсипний вимагає. Жалілася та ж громада, що J. Kr. M. попривласнював землю в інших селах, як то: в Плоскому, Бистрому, Галівці, Грозьовій. Адміністрація має втрутитися.

### Під владою Габсбургів (1772—1914)

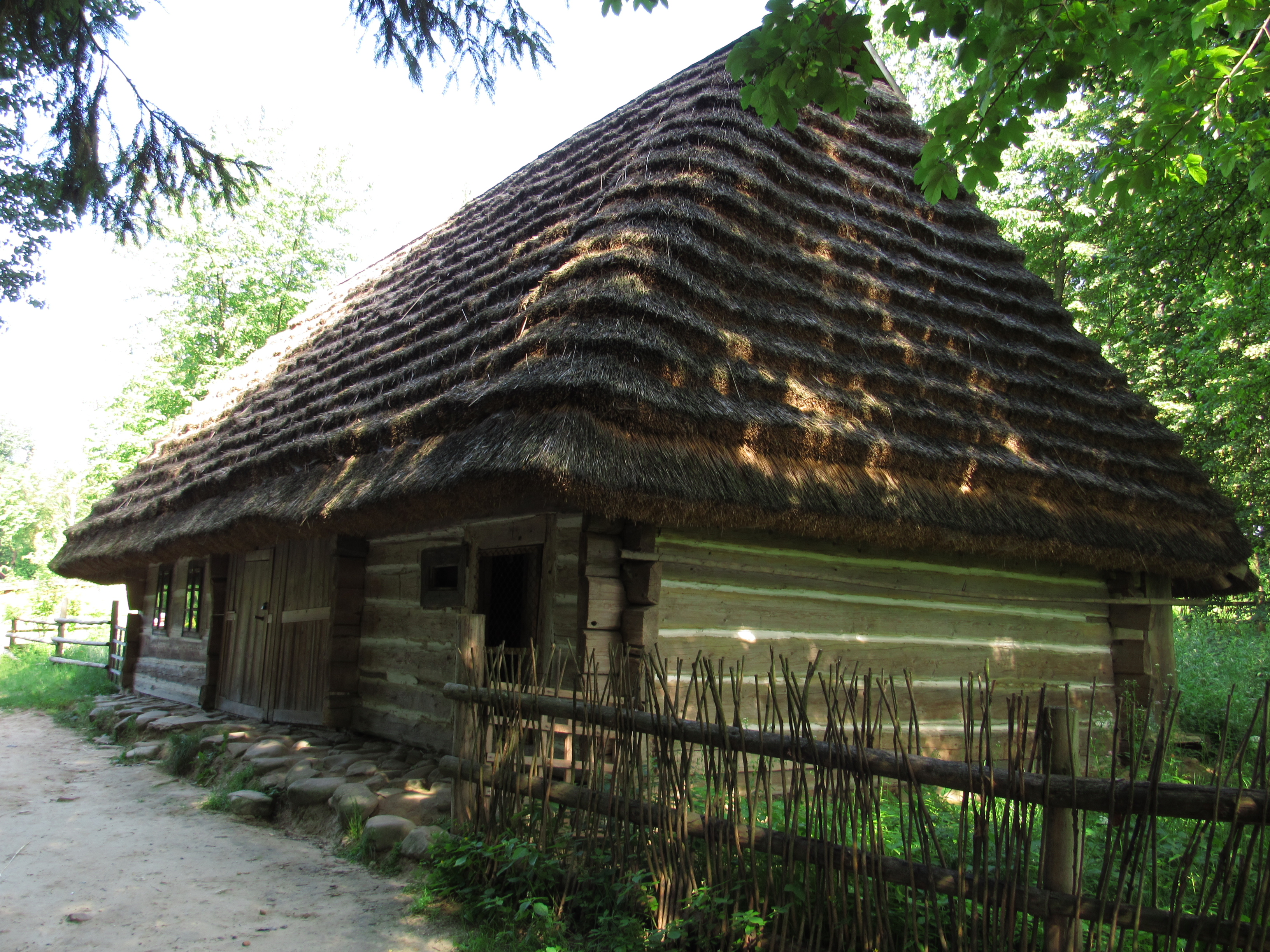
Хата з с. Мшанець у Шевченківському гаю.

Після приєднання краю до Габсбурзької імперії в 1772 р. практика роздавання місцевих ґрунтів у власність скоротилася, а село разом з іншими перейшло під адміністративне управління Камери (державного управління монаршими маєтками). 
Р. 1788 розпарцельовано се війтівство (центральне, яке перед тим було у власності Пюрковського), чи «панства» поміж мшанецьких ґаздів. Властителї, чи посесори війтівства не належали до громади, а займали упривілїоване становиско, не відрабляли панщини і все змагали спекати ся поношення громадських тягарів. Виріжнювали ся вони і одежию від підданих, бо носили сиві опончі з невеликим ковнїром і шість фалд з заду, а піддані мали білі сїраки на дві фалди, пізнїше чорні також на дві фалди. З війтівства не женили ся з підданими і дивили ся на них з гори. […]
Замешкалі на війтівстві звали ся урядово також вільниками, а солтиси простими війтами, також гайдуками.
Крім тих ланів є ще в селї значний кусник поля, подїлений на вузькі подовгасті паски, власність кільканадцяти ґаздів і називає ся «дворище».
Війти і солтиси (в устах народа: шо́втус — шо́втиси) мали право ставити млини та корчми, броварі і горальнї.
На Завадцї була горальня, люди зносили перед сьвятами різдвяними і великодними жито, бульби і палили (виготовляли) горілку. Повиж Лїнинського хижі находять тепер в земли цеглу, де колись горальня стояла.
На війтівстві низше церкви стояв панський двір, корчма, а по другім боці бровар (пивоварня). Старші люди ще памятають на сїм місци румовища, чи звалища; тепер стоїть на тім місци школа, а з двора і слїду нема.
Млини забрала камера під свій заряд, а потім оба продала жидам. Таке було в кождім селї лімнянської фервальтериї, коли знов підбуська (Підбуж село дрогобицького пов.) продавала млини громадам.
Війти і солтиси не відробляли панщини, а за те платили чинш, давали осип, овес, платили жовнїрщину, чи гиберну і мешне в хосен (податок на користь) латинського пароха в Самборі. […]

Всі обійстя в селї були обгороджені (і тепер обгороджують), а на дорозї, що ішла з села, ставили громадські (коштом громади) ворота. Тепер таких воріт в селї нема, лишила ся лиш назва при однїм прогонї, називають його «громадські ворота». 
У 1782 р. Стецькевичі (один із трьох відгалужень мшанецького війтівсько-князівського роду гербу «Сас»; інші два — Гузиловичі та Петрачковичі; ці роди відокремилися наприкінці XVI ст.) підтвердили своє шляхетство у перемишльському гродському суді. Вони виводяться від Стецька Медведя (1599—1608). Як свідчать дані карти «Galizien und Lodomerien (1779—1783) — First Military Survey», у цей час у Мшанці було щонайменше 3 млини.
Другою великою зміною в перші роки австрійської влади було введення військової повинности (рекрутчини), що згодом відіграло важливу роль (далеко не позитивну) у розвитку сільських громад. Найповніше про це написав о. Михайло Зубрицький у статті «Причинки до історії рекрутчини в Галичині при кінці XVIII і до половини XIX ст». Водночас колонізаційна політика імператора Йосифа II привела до значних демографічних змін. Важливим чинником тут стало створення німецької колонії в Бандрові неподалік Мшанця, де оселилися вихідці з теренів, прилеглих до ріки Райн, лютерани за віровизнанням. Про них згадує та описує їхній спосіб будови хат, ведення господарства і т. ін. Іван Франко у статті «Етнографічна експедиція на Бойківщину».
Однак загалом Галичина була найвідсталішим краєм Австро-Угорщини, а карпатські гірські села й поготів.
Великі докорінні зміни надходять аж наприкінці XIX ст. Стосуються щоденного побуту та способу заробітків, а ще більше — світогляду людей. Їх можна вважати кризою старої культури та початком модернізації.
З точки зору економічної модернізації, Мшанець та довколишні села вводяться в глобальну капіталістичну систему у подвійний спосіб: через експлуатацію місцевих природних ресурсів (лісу, а потім нафти — сільськогосподарська продукція мало важила для економіки) та включення місцевого населення у світовий ринок промислової робочої сили. Близько 1900 р. починається масова заробітчанська еміґрація до США, Канади, потім Франції (головно завдяки просвітницькій діяльності о. Михайла Зубрицького, який проводив для селян лекції по географії, економіці інших країн, роздобув глобус для заснованої ним читальні Просвіти). Великий двосторонній рух людей, особливо молоді, тривав аж до 1939 р.
Світоглядна модернізація — проникнення нових ідей та зокрема модерної національної ідентичности — набирає силу приблизно в той самий час. Першим пробудителе краю був грозівський селянин Василь Сиґінь, колоритна постать, відомий в народі як «Сиґінь-Монах». Десь у 1870-х рр. він побував у Почаєві і повернувся з купою книг церковнослов'янською та російською мовами, а також духовним саном, який офіційні органи влади не визнавали, оскільки Російська імперія вважалася ворожою державою.
Сиґінь перший почав вчити дітей церковнослов'янської грамоти, бо доти населення було неписьменним. Андрій Волощак наводить спогади свого батька Василя про ці уроки.

#### Розподіл полів та організація польових робіт

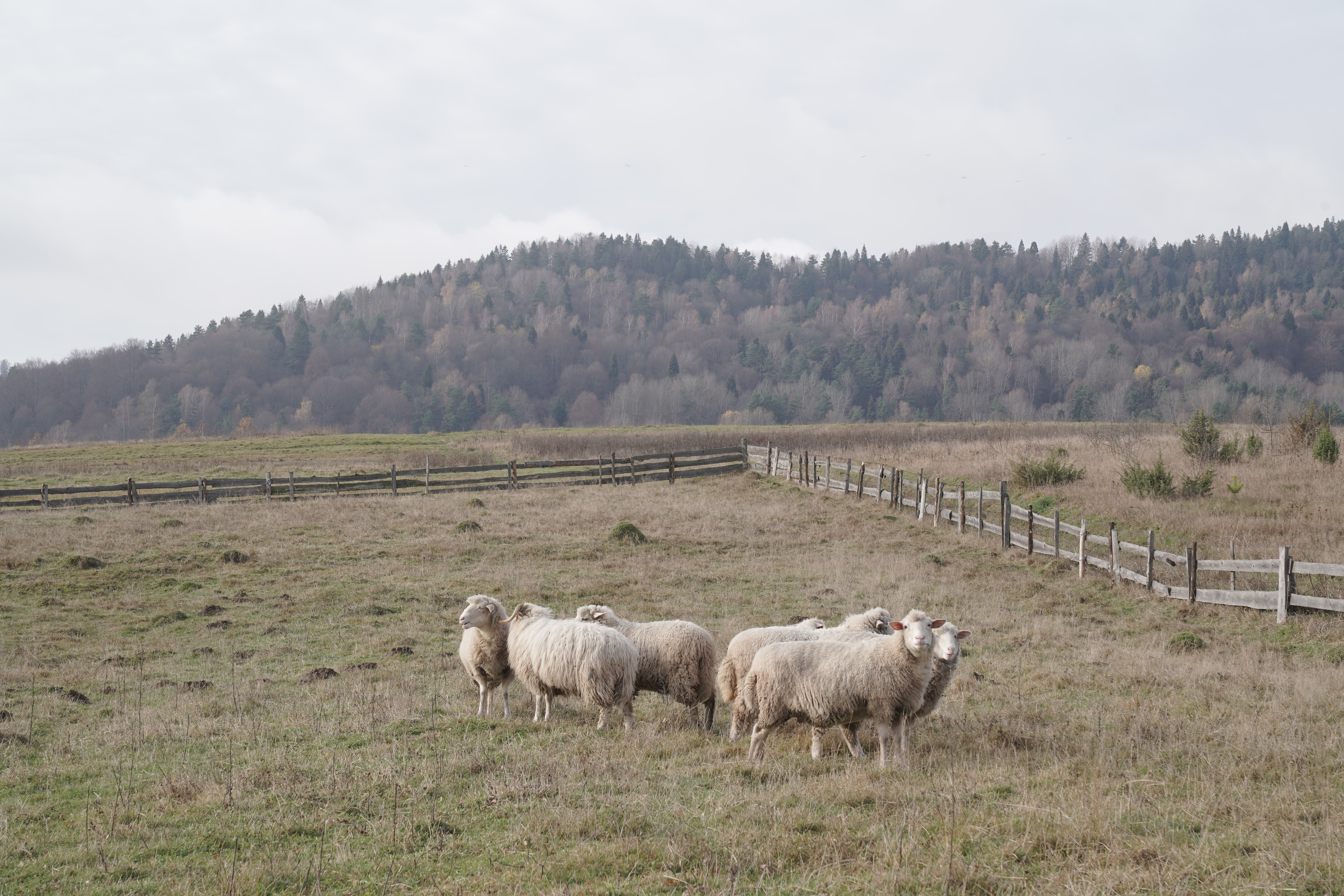
Вівчарство. Село Мшанець (Стрілківська громада).

Мшанецькі громадяни, чи то піддані, мали 18 ланів поля, робили панщину, давали овес, барана, платили податок і гиберну. Відроблювати панщину не дуже спішили ся, проте в однім письмі констатує фервальтер з Лімної, що найбільше непослушні люди з Мшанця і Ґрозьови. […]
Поселенцї мали з початку тяжку працю, заки з лїса виробили поле. […] Вирубуючи лани в лїсах уважали лиш на се, щоби мати границю від обох сусїдів з гори і з долу. В двох других вимірах границею була з одного боку ріка, а з противного лїс. Не богато вони могли з початку мати землї обробленої, за те держали худобу рогову і вівцї. Пасти було де, але в лїсах був і тяжкий ворог поселенця, дикий зьвір, вовк, та медвідь. Щоби їх відполошити від своєї худоби удержував ґазда все огонь і трумбетав на тримбітї.
З року на рік дедалі більше причинювали орного поля. Так добували цїлий лан з лїса, а лан мав 16 прутів, або шнурів 6 локотних, та були лани подвійні, або, як в Мшанци повідають «гнені», по 32 прутів і по 24. Довгість лану не була однакова, а поселенцї дбали лиш про означенє ширини лану.
З часом з помноженєм населеня лани роздроблювали і тепер в Мшанци поодинокі ґазди мають лиш подовгасті паски, по одному прутови, два, а дуже рідко чотири. Ті подовгасті паски називають ся «біги» і не доходять до границь села, а уривають ся менше більше на серединї піль. Деякі ґазди мали не цїлі прути, а ще з додатком: локоть, два, і сього при ораню дуже пильнують, бо не маючи меж, на яри беруть з плугом двосягову жердку, прут, і запопадливо перемірюють своє поле і сусїдів. Як кому не стає скиби, двох, відорює від сусїда, з чого потім повстають суди в громадї і процеси в суді.
Цїлий прут не оре ся на цїлу довжину, а дїлять на стаї, верти (в грамотах приходить назва wracanie). Верти, або вгони (однї вгони, двої, трої) називають ся від сього, що ґазда виоравши одну скибу вертає ся назад і оре другу, поки цїлу стаю не з'оре, а потім іде другу орати.
Поза бігами є кусники поля, які називають лазами, на Жукові і Маґурі лавами, а невеликі кусники поля не — «побіжні» мірками. Лази не однаково великі, більші і менші, і кождий ґазда мав по кілька лазів, бо до кождого лану належав великий лаз, і то в кождім більшім комплєксї поля.
Як почали лани дїлити на части, то й лази так само роздїлювали: хто мав більше прутів, то мав і більші лази. Але потім одні продавали, другі куповали лаз, два, і тепер є такі ґазди, що лазів цїлком не мають.
Поле, на якім росте квасна трава називають млаками, також сиглами, а сїно млакою, або сиглиною. Поле понад потоки, де вода пливе, як хоче, робить ріжні скрути, називають кружками.
Польних доріг є не богато, селяне не мають вільного приступу до свого поля, а доїжджають сусїдським в яри і в осени, коли звозять «хліб». «На півперек вільно всюди їхати: не пустиш ти мене через своє поле, то я тебе не пущу своїм».
Одного року орали в один бік від села все поле і засївали, і в тім боцї була цáрина, по другім боцї орали лиш по кілька стай починаючи від хиж, все иньше поле лежало перелогом і там була толокá. Як хто мав в толоцї дальше від села поза з'орані стаї кусник справленого поля і з'орав його, обгороджував «вирлиньом», бо инакше була би все спасла худоба.

Хто держав салаш (пас вівцї), першого року орав в царинї і сїяв жито, чи садив бульбу, на другий рік припадала там толока, а поле було ще добре справлене, то треба було його вихіснувати. В толоцї пасли корови, ялівки, вівцї і конї. 

#### Система оподаткування
Уряд не знав поодиноких людей, але призначав податок для усіх 18 ланів, а вже в селі розділяли, хто і скільки повинен платити. Податок збирали вибрані людьми збірщики, при чому робили це в оригінальний спосіб: за допомогою палиці, заструганої на чотири гранки. На ній з одного боку була закарбована кількість прутів поля, якою володів кожний ґазда, починаючи з долішнього кінця, з Лану. Якщо хтось окрім прутів поля мав ще локті, це карбували з протилежної сторони відносно прутів. Коли ґазда приносив податок, або йшли до його хижі, збірщик дивився на палицю, скільки в ґазди прутів поля, і відносно цього обчислював величину податку

Традиційно війти і солтиси були зобов'язані платити спеціальний податок на користь латинського пароха в Самборі — мешне.
Мешне стягало старосамбірське староство ще 1871 р., хоч вільників і солтисів давно не було в селї. Ще 1885, або 1886 р. прийшов до війта наказ, щоби стягнув мешне з обовязаних його платити. Війт з писарем радили ся мене, що робити, а я їх питав ся, чи вони знають, котрі в селї солтиси і по чім би вони їх могли розріжнити від иньших ґаздів? Так і відписали з села, що не знають в селї солтисів, і нема з кого стягати мешного, ц.к. староство, як знає, най їх подасть поіменно громадській старшинї до відомости. І потім вже нїчого не приходило в село за мешне.

#### Система громадського суду
У громаді судив присяжний, пізніше — війт і люди. Дуже рідко справи доходили до вищих інстанцій. Найважливіша особливість — кожен охочий, хто прийшов на суд, брав у ньому участь. Згодом, у другій половині XIX ст. була сформована система, при якій війт за допомогою присяжного (громадського поліціянта) скликав «радних». Однак навіть у цьому випадку судова система залишалася відкритою, оскільки й ті, хто не належав до «радних», могли брати участь і, найголовніше, — впливати на рішення. Як хто «затягав суд», запозивав провинника «перед людий». Як один ґазда кинув на другого підозрінє за якесь нечесне діло, ображений ішов жалуватися до війта, а сей скликував людей через присяжного (гром. полїціянта).
Як люди зійшли ся, виймав жалобник 5 злр. — 10 — 20, клав на стіл і повідав: «моя пятка, десятка під кропадком, як ся таке на мене покаже!» Обжалований був обовязаний дати доказ на зроблений закид; як доказав, зложені гроші пропадали; як нї, платив обжалований таку саму суму, яку жалобщик на стіл положив.
Сї гроші ішли мабуть на горілку і се були ті славні пропої, про які так часто читаємо в отсїй збірцї. По судї мовив війт до провинника: «Перепроси людий!» І він купував горілки і всїх частував. Так було в селі до недавна.
Як нема сьвідків, а обі сторони стоять при своїм, тогди війт повідає: «Чи возьмеш ти на сумлїня» або «ци вдариш ся в груди, що так є, як ти повідаєш?» Як повість, що возьме, або вдарить ся в груди, відходить оправданий.
Крайник звичайно затверджував суд виданий в громадї, або велїв в громадї розсудити, а нераз велїв присяжним, чи війтам з других громад іти в Мшанець і розсуджувати спори.

Один ґазда оповідав, що там, де він тепер ґаздує, була деревяна кобила, на яку саджали людий за провину. Тої кобили вже нема, але ґазда чув се від своєї тещі, яка умерла 1879 р. проживши 86 лїт. Її дїдо Лесьо Ватащак був присяжним в Мшанци і він мав саджати провинників на ту кобилу.

### Епоха отця Зубрицького (1883—1914)

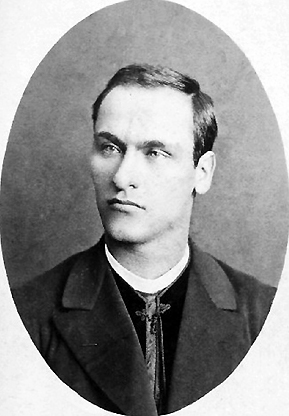
О. Михайло Зубрицький

Меморіальна табличка о. Михайла Зубрицького

У 1883—1914 рр. в селі душпастирював видатний науковець і священник о. Михайло Зубрицький. Поряд із вивченням різних сторін побуту, духовної та матеріальної культури бойків він усіма силами, цілеспрямовано і наполегливо працював над тим, щоб хоч якоюсь мірою поліпшити політично-правове, економічне та освітньо-культурне становище селян. Його багаторічна колосальна праця йшла за відомим в історіографії сценарієм: закладання школи з українською мовою навчання та читальні «Просвіти», організація кооперативу, уміла боротьба з пияцтвом як явищем та корчмою тощо.
Постійно дбав учений про запровадження передових у цьому краї форм господарювання: раціональної системи обробітку землі та сівозмін, розведення кращих порід великої рогатої худоби і коней, налагодження кооперативної торгівлі, поширення нових ремесел тощо. Постійно захищав селян від сваволі більших і менших бюрократів, роз'яснював їм чинне законодавство, писав звернення, прохання і протести, чим допоміг не одному десяткові верховинців уникнути незаслуженого покарання чи матеріальної шкоди.
Домігся відкриття в Мшанці читальні «Просвіта» 28 лютого 1892 р., сам вів у ній різносторонню діяльність. Дбав також про поліпшення освіти в інших гірських селах. Боровся проти пияцтва, став «ворогом» для багатьох, але практично витверезив село.
Зубрицький зробив із Мшанця перше «свідоме» українське село в околиці. Інші села досягнули такого рівня свідомости пізніше, у часи панування Польщі.
Вів активну антипияцьку кампанію, фактично витверезив село, наживши собі тим самим ворогів — місцевих євреїв-шинкарів.
У 1894 р. Зубрицький константував, що люде перестали продавати поля (і навпаки, хто мав кошти — старався докупити), перестали тодити по коляді і гоститися як раніше, брали лише 2-4 кумів (а раніше вели до церкви й двадцять і, очевидно, всіх гостили горілкою), при обідах, весіллях і похоронах і половини не випивають стільки горілки, як давніше.
На 1897 рік Зубрицький мій похвалитися тим, що у Мшанці для політичної та суспільної агітації збиралося 500 учасників із ближніх сіл з трьох повітів, а саме село першим в Старосамбірському повіті прийняло українську як мову спілкування із владою повіту.
Завдяки діяльності пароха, згодом у 1920-30-ті роки у Мшанці міцно стояло на ногах товариство «Січ», активними членами якого були Кирило Пізнак (батько репресованого художника із Мшанця Григорія Пізнака), його брат Федір, Григорій Грицуна. В цей час вихованці о. Михайла, їхні діти і онуки майже всім селом поділяли ідеї УВО і ОУН.

#### Читальня «Просвіти» у Мшанці

Мшанець. Вирізка про Читальню Просвіти і театральну трупу

28 лютого 1892 р. у Мшанці урочисто було відкрито читальню «Просвіти», яка на перших порах безплатно розміщувалася у «йизьбі» (крамниці) Омеляна Дем'яновського, сусіда о. Михайла. Це була найперша "Просвіта" у всьому регіоні. Згодом через вплив о. М. Зубрицького і, частково, за його сприяння подібні читальні відкрилися у сусідніх селах: Грозьовій (2 квітня 1893 р.), Михнівцях (11 квітня 1893 р.), Лаврові (1894), Лімні (26 липня 1901 р.), Головецькому (1902), Лип'ю (1902).
Аж через 15 років у 1907 р. було закінчене будівництво Народного Дому у Мшанці, куди було перенесено і Читальню.
Члени читальні сходилися в неділю і свята вечорами, а також ввечері у суботу і перед святами, перечитували книжки і часописи (часто новини або статті їм читав о. Зубрицький або згодом його молодший син Петро Зубрицький), а відтак обговорювали різні біжучі громадські справи, співали побожні і світські пісні. Поодинокі люди часто заходили і в будні, беручи та віддаючи книги.
Відкрити читальню було непросто, оскільки селян навмисне залякували високими членськими внесками та подібними брехнею. Засновниками стали 35 чоловік, які склалися по 50 кр (разом отримали 14 зр. 50 кр.). Наступного року приєдналося ще 20 чоловіків, але членський внесок зменшили до 30 кр. Членський внесок заплатили лише 43 із 55, таким чином читальня мала доходу на другий рік 12 зр. 40 кр.
Головні видатки за два роки пішли на передплату часописів («Батьківщина», «Читальня», «Добрі ради», «Бібліотека для молодіжи» з Чернівців, «Посланник») й закупівлю книг («Місійні книжочки»), а також два календарі від «Посланника» та мапу Руси-України.
В перші роки читальня та крамниця при ній безплатно розміщувалися в приватному будинку Еміліяна Демяновського.
Члени читальні сходилися в неділі і свята, а також ввечері в суботу та перед святами. Хтось із членів (найчастіше, як пише о. Зубрицький, голова й писар) читали книжки й часописи, а відтак обговорювали різні поточні справи. Деколи співали побожні й світські пісні.
До 1910 року кількість офіційних членів практично не зростала, однак не-членам вхід у читальню був вільним. Звіт за 1910 рік — останній із збережених в архіві центрального відділу «Просвіти», у ньому вказана кількість членів — 103 чоловіки, з них 73 — письменні, 28 — неписьменних.
У читальні також була мапа Руси-України, а в 1889 р. о. Зубрицький придбав глобус для наочного пояснення географічного положення різних країн та економічних відносин.
Найпопулярнішими книгами були «Богдан Хмельницький», «Авраам Лінкольн», «Старорускі оповідання», «Образ гонору», «Бразилійский гаразд», «Забобони і ворожбицтва», «Кобзар», «Тальмуд», «Робінзон Крузо», «Руська читанка», «Наше лихолїтє» і багато ін. Від заснування і до 1908 року кількість книг у сільській бібліотеці неухильно зростала з 48 до 230 примірників. Однак у звітах за 1909 та 1910 рр. фігурує менша кількість — 137 і 130 відповідно. Внаслідок чого це сталося — незрозуміло. Найбільше читали (згідно із збереженими звітами) у 1904 році — 350 визичених книг.

Перші 2 роки члени «Просвіти» складали членські внески для придбання літератури, однак згодом вся книжкова та газетна продукція купувалася за рахунок прибутку від спілкової крамниці, що діяла при «Просвіті».

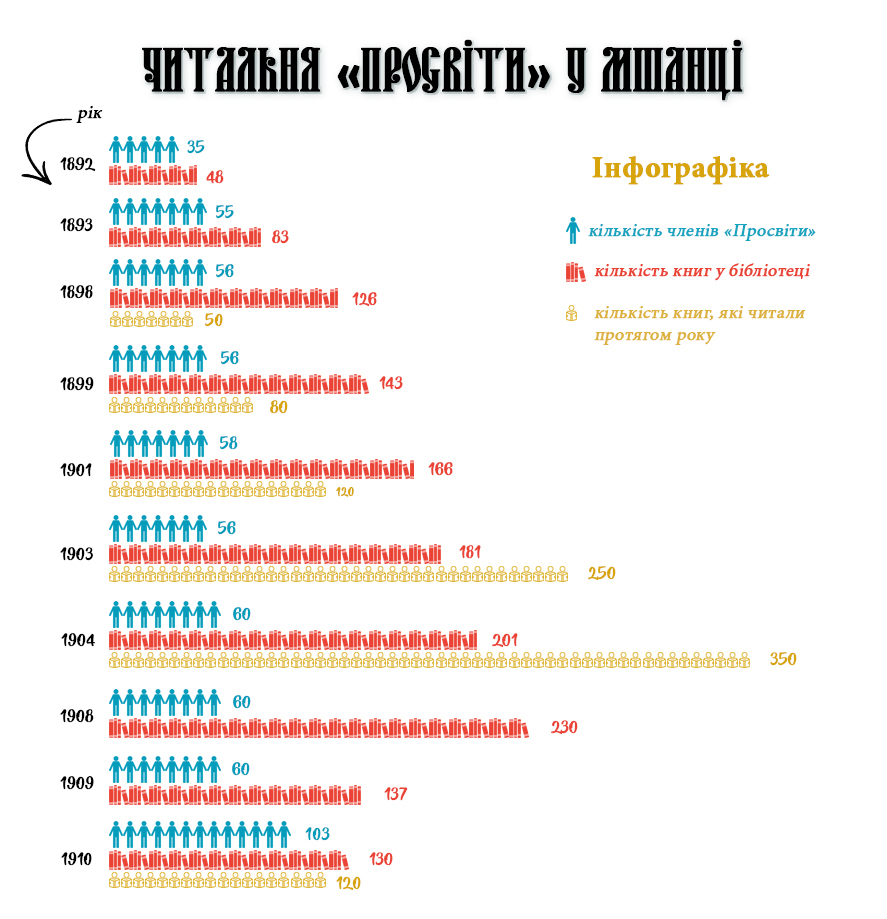
Інфографіка про кількість членів та книг у читальні «Просвіти» с. Мшанець за 1892—1910 рр.

Згодом для читальні громада збудувала окремий будинок за річкою навпроти церкви, у якому сьогодні розміщений Музей ім. о. Михайла Зубрицького. За переказами старожилів, фундамент будівлі закладали о. Зубрицький разом з Іваном Франком.
Є згадки місцевих жителів про мшанецьку театральну групу XX ст., яка ставила вистави як у тутешньому будинку «Просвіти», так і в довколишніх селах.

#### Руська крамниця (спілкова крамниця при «Просвіті)

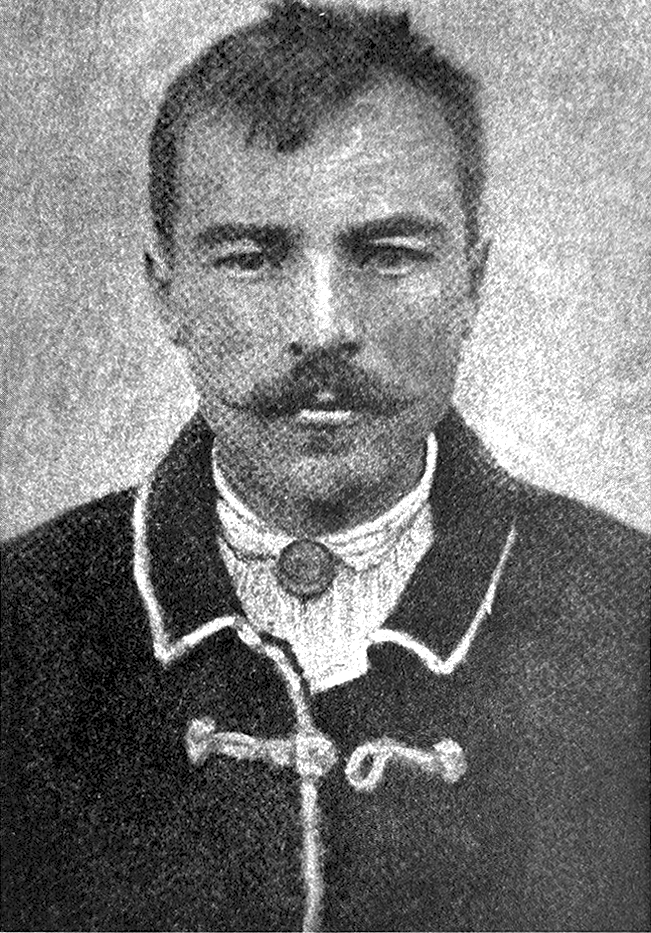
Парубок із Мшанця у лейбику з рукавами.

Заснована 4 квітня 1892 р. Розміщувалася в будинку ґазди Омеляна Дем'яновського, опікувався нею його син Александр. Завдяки його старанням та жертовності лиш за перший рік оборот крамниці подвоївся (собі за труди взяв мінімальну оплату — 10 зр.).
Почалося все з того, що 16 членів склалися по 5 зр., за що закупили потрібний в селі товар: шкіри на ходаки, нафту, смаровило, цукор, перець, мило, прибори шкільні. Цісарсько-королівське староство в Старім місті (Старому Самборі) дало зарядові читальні промислову карту на продажу мішаних товарів солі і нафти.
У перший рік члени не забрали прибуток, а залишили в обороті на наступний рік. 1983 року до членів крамниці приєдналися ще 20 нових людей: сім вклали по 10 зр., а тринадцять — по 5 зр. Таким чином загальне число у другому році склало 295 зр.
Асортимент розширили: закупили залізний товар — горці, долота, свердла, сокири, рискалі, шила, голки, ножиці у віденської фірми M. Ortony et Comp., швейцарські хустки у віденській фірмі Carl Nachmas, полотно в Льоренца в Дих у Чехії, а також збільшили закупівлю товару в „Народній торгівлі“ в Самборі.
Також ц.к. повітова дирекція скарбова у Самборі надала трафіку (ліцензія на продажу тютюну) на ім'я голови читальні з заступством Александра Дем'яновського. Річний чинш за трафіку складав 2 зр. 50 кр.
Крамниця стала перешкодою для місцевих євреїв, які ставили великі націнки на різні товари, більше того, продавали їх нелегально, не маючи промислових карт та уповноваження до продажу тютюну.
Станом на 1894 р. о. Зубрицький зауважував, що місцеві люди до кінця не розуміють „ваги лучности“, а деякі навіть і ворогують (заздрять), що їхні односельчани, такі ж як і вони, можуть заробити. Через це крамниця не розвивалася так успішно, як могла б.
Станом на 1 квітня 1894 р.:
на закупівлю товарів видано 1 291 зр. 87 кр.,
вторговано в році 1 208 зр. 47 кр.;
з того на боргах у селі 29 зр. 28 кр.,
видатки на фірманку (доставку), листи, платню управителю 89 зр. 24 кр.
Товару на складі було за 320 зр. 78 кр. Готівки і боргів 106 зр. 57 кр. Разом це складає 427 зр. 35 кр. Коли з цієї суми відняли 295 зр. членських внесків і заплатили 23 зр. 20 кр. управителеві, то залишок — 109 зр. 15 кр. — „прийшло до розділу помежи членів крамниці“.

#### Перша комплексна наукова експедиція українських етнографістів Бойківщиною (1904р.)
1904 року із Мшанця почалася перша комплексна наукова експедиція українських етнографістів доктора Івана Франка, професора Федора Вовка з Парижа та слухача університету у Відні Зенона Кузеля, які провели 10 днів у селі, фотографуючи та збираючи етнографічний матеріал.
Ініціатором експедиції був австрійський професор та куратор етнографічно-антропологічного відділу Музею натуральної історії (Naturhistorischen Museum) Міхаель Габерландт, який оплатив 400 корон на дорожні витрати та закупівлю експонатів для музею.
Спеціально для цієї експедиції її учасники купили у Відні „невеликий, але добрий фотографічний апарат з Герцом найновішої едиції, що нам потім у дорозі віддавав дуже добрі услуги“.
Під час експедиції робили атропологічні виміри найперше сім'ї о. Зубрицького, щоб показати селянам, що це не небезпечно та цілком пристойно. А також поміряли і самого Івана Франка .
У 1905 р. в німецькомовному журналі „Zeitschrift für österreichische Volkskunde [Архівовано 25 квітня 2021 у Wayback Machine.]“ (Jahrgang. I—II Heft. Wien, 1905, crop. 17–32; III—IV, s. 98–115) Іван Франко подав звіт про цю експедицію у статті „Етнографічна експедиція на Бойківщину“.
Маршрут був визначений так: вихідним пунктом стала для нас мала залізнична станція Устрики на Перемишлянсько-Лупковицькому залізничному шляху, звідки ми переїхали до віддаленого за 20 км села Мшанець (по-народному Пшенець), де зустріли сердечний прийом, інтелігентну активну допомогу та сприяння з боку українського священика Михайла Зубрицького — видатного українського історика і етнографа, дійсного члена Наукового товариства ім. Шевченка і доброго знавця західної гірської Бойківщини (сам за походженням бойко). Тут ми пробули 10 днів. Виявилося, що вибір Мшанця як першої робочої зупинки нашої експедиції був дуже щасливий, бо це село розташоване надзвичайно вигідно — як завдяки збереженню стародавніх рис у культурі та способі життя, так і, з другого боку, через його дуже жваві торговельні зв'язки з гуцулами на сході і лемками на заході (особливо завдяки торгівлі живими вівцями); воно утворює місток між тими двома етнографічними групами українського народу, що теж залишило свої сліди на місцевій культурі. Тут також зібрано основний фонд колекції бойківських предметів, які тепер є власністю Музею австрійської етнографії та які будуть нижче докладніше описані».
Як згадував у 1968 році його син Петро Зубрицький, «Мшанчани не зуміли належно вшанувати старання мого Батька о своє духовне і фізичне піднесення. Ким Він був для них, пізнали вони щойно 2-3 роки по Його виїзді з Мшанця. На Батькові ствердилася (здається, що ще не востаннє) стара євангельська теза: „Ни єдин пророк пріятен во отечестві своєм!“».

#### Польові етнографічні дослідження та візити науковців
Неодноразово у Мшанець заїжджав секретар НТШ та відомий фольклорист Володимир Гнатюк, якого особисто запрошував о. Зубрицький, мотивуючи тим, що йому, як духовній особі, мшанчани соромляться розповідати «масні історії».
Навесні 1913 року Михайло Зубрицький купив на Бойківщині 78 речей — знаряддя для переробки льону, конопель і ткання полотна, і передав їх для Музею НТШ у Львові («Хроніка НТШ» ч. 55).
Заїжджав до Мшанця і директор Національного Музею у Львові Іляріон Свєнціцький та забрав до музею деякі старі образи з церкви.

#### Народна архітектура та будівельна обрядовість у Мшанці
Найбільш повно ця інформація висвітлена у праці Тетяни Гощіцької.
Наприкінці XIX ст. в с. Мшанець було 182 садиби, з них 143 будівлі належали до типу «довгі хати», в яких під одним дахом із житлом знаходяться господарські приміщення (подекуди до 30 м в довжину, що зумовлено і повторенням деяких приміщень: дві комори, два боїща; згідно зі свідченнями старожилів, причиною такої забудови була вузькість селянських наділів).

### Перша світова війна (1914—1917) та перші визвольні змагання (1917—1920)
Перша світова війна завдала тяжких ударів традиційній сільській спільноті та культурі. Доросле чоловіче населення довколишніх сіл було повністю мобілізоване до австрійського війська (де їх здебільшого використовували у ролі гарматного м'яса спочатку на сербському, потім на італійському фронтах). Важливо зауважити, що натомість Мшанець дав цілу низку добровольців для формації Українських січових стрільців.
Самі села (головно жінки, діти, старі люди) після страшних боїв на Маґурі опинилися під російською окупацією, майже пів року в них розташовувались донські козаки та частини славетної «Дикої дивізії» кавказьких горян. Кінець війни приніс падіння традиційної монархічної влади.
В «Лопушанському архіві» знайшли дозвіл № 273556 з дня 10.11.1916 на відкриття господарчих млинів, зокрема спілки Мендля Вольфа & Перлі Хіртхалі в Мшанці.
В польсько-українській війні за Галичину довколишні села були назагал пасивними, окрім Мшанця, який знову дав добровольців для національної справи.

### Під польським пануванням (1920—1939)

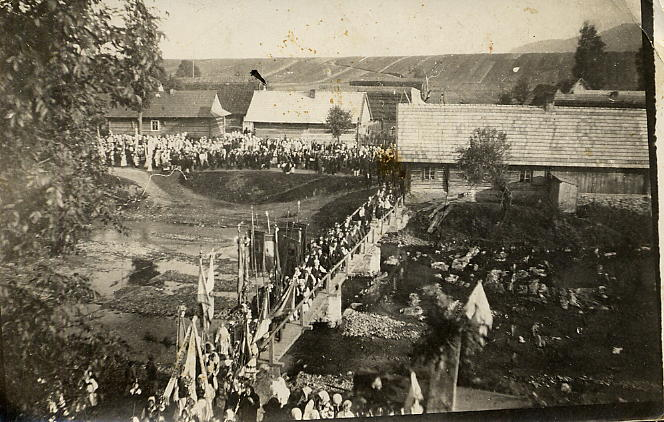
С. Мшанець, фото 1928 року.

Польське панування дещо прискорило економічну модернізацію (особливо розвиток нафтової промисловости), хоча це не принесло докорінних змін у житті та побуті. Натомість воно завершило процес формування модерної української ідентичности, як не парадоксально це звучить. Національне питання було поставлено руба, навіть «найтемніший» (за галицькою лексикою) селянин відчував, що до польської нації він не належав.
Що більше, Польща розвинула шкільну систему, і молодь стала майже повністю письменна. Школи мали завдання насаджувати ідентифікацію з польською нацією або, як мінімум, лояльність до польської держави, але фактично вони працювали у зворотному напрямку.

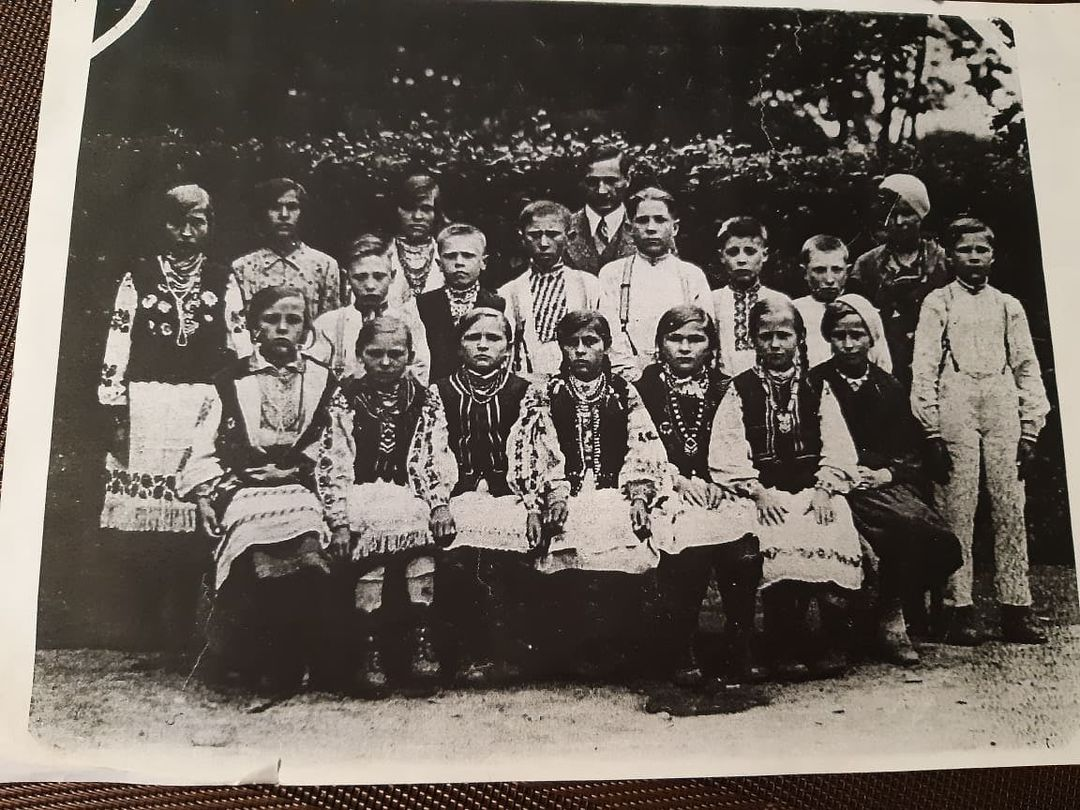
Мшанецькі школярі у 1930-х роках

Другою, тісно пов'язаною з першою, великою зміною за панування Польщі була політизація населення, зокрема молоді. Якщо говорити суто про Мшанець, то тут процес почався ще за о. Зубрицького, який відіграв у тому ключову роль. Але широка політична діяльність (головно завдяки впливу Мшанця) на довколишніх теренах розвинулася у 1920-х рр.
Андрій Волощак, учень Зубрицького, студент, юрист, отримав поранення в першому бою у Першій світовій війні та осліп. Попри це здобув другу вищу освіту, заробляв на життя як поет-письменник. Але не тільки: він захопився ідеями комунізму, які поширював серед мшанецької молоді та серед учнів Перемиської гімназії, де викладав і де навчалися хлопці з довколишніх сіл. Завдяки його авторитетові у Мшанці було створено сильну комуністичну організацію. В інших селах комуністів було менше, і в них головними активістами виступали люди, навернені в комунізм на заробітках у Франції та Канаді. Тут треба підкреслити, що західноукраїнські комуністи того часу мали виразне «національне» спрямування, вбачали в Радянській Україні сповнення національних прагнень українського народу.
Радянська енциклопедія «Історія міст і сіл Української РСР» за 1968 р. вказує: «У 30-х рр. в селі діяв підпільний осередок КПЗУ, члени якого вивчали марксистську літературу, розповсюджували серед селян видання КПЗУ».
У 1933 році в селі сталася велика пожежа, яка знищила 35 дворів. Ймовірно, у тій пожежі постраждав і будинок читальні «Просвіти» та «Руської спілкової крамниці», на відбудову якого збирали кошти із мшанецької діаспори у США.

У 1937 в с. Мшанець проводилися Свята Місія монахів-редемптористів о. Ван де Малє та блаженного о. Зенона Ковалика. На той час село належало до Жукотинського деканату Перемишльської єпархії. 
Населення, просякнуте комуністичними поглядами, перестало відвідувати храм. До великодньої сповіді приступили лише 140 мешканців із 1300. Однак місія, що тривала від 27 вересня до 7 жовтня, була успішною. Протягом цього часу роздано 2400 св. Причасть, 150 осіб записалося до новоствореного Братства Матері Божої Неустанної Помочі. 
Хоча комунізм був першим організованим політичним рухом на цих теренах, з часом його витіснила на другий план інша могутня політична сила з революційно-тоталітарними нахилами — ОУН. Впливи ОУН проникали головним чином через молодь: активістами були сини призначених у довколишні села священників або місцеві хлопці, котрі вчилася у гімназіях та інших навчальних осередках Галичини. Як відомо, націоналізм здобув майже повну владу над світоглядом українського студентства у 1930-ті рр. Тут ОУН зосереджувалася на пропаґанді і на створенні підпільних структур, здатних на організовані дії. Варто зазначити, що села не давали багато простору для революційної практики ані націоналістам, ані комуністам, тож і ті, й інші очікували великих змін ззовні.

### Друга світова війна (1939—1945) та другі визвольні змагання (1944-1950-ті)
1939 рік відкрив катастрофічне десятиліття, протягом якого зруйнувалися основи традиційної культури. У цей період зникають меншини, що тривалий час мешкали в селах, та залишається монолітно українське населення. Прихід радянської влади викликав піднесення серед комуністів, але й некомуністи зустріли його зі сподіванням на можливі зміни в економічному та національному плані. Місцеві комуністи стали головами сільрад та колгоспів, під наглядом маси приїжджих партійних кадрів — військових, працівників органів безпеки, учителів і под., переважно з Центральної та Східної України. Розкуркулення і репресії, що завдали страшного удару по сільській еліті, викликали зростання радикально-антирадянських настроїв у значної частини населення.
З приходом окупаційних радянських військ у вересні 1939 року головою Тимчасового управління села Мшанець Стрілківського району (рос. Председатель Временного управления с. Мшанец Львовского воеводства) став місцевий комуністичний активіст, член КПЗУ Федір Пізнак, який з вибухом Німецько-радянської війни (т.зв. "Велика Вітчизняна") у 1941 році евакуювався на Урал.
У 1940 р., згідно з договором між Радянським Союзом і Третім Рейхом, за один день зникає велика німецька колонія в Бандрові, її мешканці переселяються на приєднані до Німеччини західнопольські землі (хоча й там вони пробули недовго — до 1945 р.).
Під час німецького наступу в червні 1941 р. були випадки самосудів місцевих селян над комуністами. Сильно постраждали і цигани. Місцевих євреїв згодом організовано вивезено за наказом німців. Варто завважити, що тут на початку війни не було спонтанних антиєврейських акцій, як у містах. Там євреї стали жертвою фатальної співпраці між ними та комуною, тоді як у селах усі комуністи були «свої», українці.
Радянські установи розпалися, і ті із заможніших ґазд, котрих оминули радянські репресії, перебрали владу по селах. Німецька окупаційна політика була відносно м'якою в стосунку до галицьких українців, і найбільшим тягарем для довколишніх сіл було постачання континґентів робочої сили для сільського господарства та промисловості Рейху.
В політичному плані панувала ОУН, хоча й розколота на той час: у Михнівці була сильна мельниківська організація, а у Мшанці — бандерівська. Мельниківці вели політику проникання в громадські установи, натомість бандерівці робили наголос на підпільній діяльності, у тому числі, створенні формувань УПА.
В 1940-50-х рр. у Мшанці діяв один із найвпливовіших осередків Організації Степана Бандери. Коли виникла УПА, багато мшанчан вступили до її лав, не менше 60 з них загинули в боротьбі проти польських, німецьких та російських окупантів.
Найбільше є відомостей про чотового УПА Михайла Дилина — «Косаренка». 
Так же масово й героїчно боролися мешканці Грозьови та інших сіл цього краю.
При наближенні радянських військ у 1944 р. почалась еміґрація родин репресованих та активістів-мельниківців. Місцеві бандерівці прийняли наказ своєї організації чинити опір радянському наступові. Так почалася кількарічна повстанська боротьба. Значна частина місцевої молоді віддала в ній своє життя. Багато сільських родин було вивезено. Місцеве населення, яке зазнало сильної травми, було включене в радянську систему.

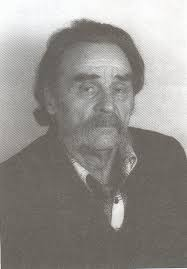
Левко Паращак

Левко Паращак, уродженець Мшанця та в'язень більшовицьких концтаборів, зберіг спогади Івана Максимовича (Дніпренка) з Галівки про операцію «червона мітла» та події пізньої осені 1944 р. На той час тут діяла сотня Ґонти, яка складалася із молодих необстріляних хлопців і за якою ганялися тисячі червонопогонників. Протягом двох тижнів блокади і щоденних боїв вони маневрували, вступаючи в бій тільки в крайньому випадку, в кожному бою були вбиті і поранені. За ніч горами хлопці проходили до 35 км. Однієї ночі Ґонта наказав 16-літньому Івану Максимовичу залишитися з важкопораненим в стегно стрільцем в одній із крайніх хат села Мшанець. Їх помістили в загаті та закидали сіном. На прощання Ґонта дав свій пістолет хлопцю, наказавши: «Якщо знайдуть вас більшовики, застрелиш пораненого, а потім себе, зрозумів?».

### Під радянською окупацією (1950-ті— 1991)
У 1951 р. у зв'язку з обміном територією між Радянським Союзом та Польщею (Устрицький район із його нафтою було обміняно на Червоноградський з його вугіллям), цей маленький світ розпався навпіл і одна його половина зникла. Мешканці західної частини Мшанця (присілок Завадка), Михнівця, Бандрова були переселені в Одеську та Миколаївську області (в колишні німецькі колонії); поляків, охочих поселитися в горах, було не дуже багато, і до них на деякий час прилучили групу грецьких біженців-комуністів. Мшанець, Галівка, Виців та Грозьова опинилися в глухому куті — у вкрай мілітаризованій прикордонній смузі.
Василь Слободян називає кордон з Польщею «залізною завісою з парканом і зораною смугою-трачкою».
Укріплення радянського режиму в селі відбувалося завдяки жорстоким репресіям проти цивільних. Наприклад, один із «рядових» випадків: родину Кучак Марії Степанівни та брата її чоловіка Кучака Мафтея Максимовича з родиною разом виселили на Сибір через три причини — жили в одній хаті, що була покрита бляхою (ознака заможності — «куркульства»), спільно збудували власний водяний млин (друга ознака «куркульства»), їхня сестра Марія була в УПА. "Завантажили сім'ю на відкриті машини, попри те, що в хаті була породілля і щойнонароджений син Михайло був вже записаний, як народжений в Сибірі.* "*.
Близько 1960 р. становище поліпшилося. Окрім колгоспів (котрі давали можливість лише для мізерного існування, зважаючи на місцеві сільськогосподарські умови), для експлуатації лісових ресурсів було створено низку радгоспів, у тому числі і в Мшанці. Також здійснено електрифікацію. Успішно діяли школи, зокрема Мшанецька, і багато місцевої молоді здобувало вищу освіту. Згодом ці люди влаштовувалися на працю у містах України та цілого Радянського Союзу.
Якщо дивитися суто з матеріяльної точки зору, то 1960-80-ті роки для цих сіл були періодом найбільшого добробуту за всю їхню історію. Однак це цілком може виявитися ілюзією, адже досі ніхто ґрунтовно не досліджував майновий стан селян за епохи Зубрицького і після неї, та не порівнював з аналогічним у часи Союзу.
Згідно «Історії міст і сіл Української РСР» (1968) у селі проживало 812 осіб (у 1937 у Мшанці проживало 1300 осіб). Мшанецькій сільраді були підпорядковані села Галівка і Плоске. В селі розміщений радгосп «Прикордонник»; є млин, кузня. Напрям господарства — льонарсько-тваринницький. При середній школі організовано батьківський університет, є клуб, бібліотека; функціонує лікарня на 25 ліжок, побутові майстерні. За післявоєнний час побудовано 60 житлових будинків.
У 1950-70-х рр. мшанчани викопали 3 великі стави (так звані «Мшанецькі стави»), які використовували холодильниками: взимку рубали лід, зберігали його у великій пивниці, де літом зберігали молоко. Лід слугував природним холодильником. Сьогодні тут можна порибалити та відпочити на природі.

### Незалежність (1991— до сьогодні)
На початку 1990-х років тоталітарна система вичерпала всі свої ресурси і Радянський Союз розпався. Самостійність України селяни підтримали з ентузіазмом. Як в адміністративній, так і в економічній сфері комуністична система розпалася тут дуже швидко.
4 вересня 1991 року над куполом Верховної Ради України встановили перший синьо-жовтий прапор. Цей стяг належав жителю с. Мшанець Михайлові Нагині.
Однак через численні як глобальні, всеукраїнські, так і місцеві процеси, які ще слід неупереджено проаналізувати в історіографічній перспективі, за останні 30 років довколишні села опинилися на межі вимирання: виїзд багатьох молодих сімей, розбита інфраструктура, закриття школи, стрімке зменшення чисельності населення (для порівняння: якщо у 1980-х рр. у мшанецькій школі навчалося 600—700 учнів, то у 2020-х рр. в селі залишилося 5 школярів; всього — 140 жителів).
23 листопада 2007 року на сході зборів громадян пайовиків Мшанецької сільської ради, у яких взяли участь 84 особи, вирішили передати безгосподарські приміщення ліквідованого сільського кооперативу одноосібних підсобних господарств «Мшанець» — столову, будинок механізатора (тракторної бригади), льонопереробний пункт, зерносховище (комору) та автомайстерню — у комунальну власність Мшанецької сільської ради.
У 2019—2020 рр. закінчувалася реформа децентралізації, під час якої деякі політичні сили бажали створити найбільшу в Україні об'єднану територіальну громаду з центром у м. Старий Самбір. Це вкрай негативно відбилося б на подальшому існуванні цього регіону (наприклад, від Галівки до Старого Самбора — 35 км). Тож жителям 21 села довелося вибороти своє право на об'єднання довкола Стрілок. 25 жовтня 2020 року відбулися місцеві вибори, на яких обрали депутатський корпус та голову новоствореної Стрілківської територіальної громади — Миколу Дрозда.
22-24 серпня 2021 села Мшанець і Плоске відвідали засновниці проєтку «Old Khata Proect» Світлана Ославська та Анна Ільченко для внесення найдавніших хат із цих сіл до всеукраїнського каталогу традиційних будинків як взірців бойківських хат.
2 серпня 2022 в Мшанці, де проживають 140 людей, офіційно відкрито пункт видачі «Нової пошти».
8 листопада 2022 вчитель музики Стрілківської опорної школи Ярослав Мицак спільно із вчителями інших шкіл сіл Грозьова, Головецького, Тур'є, Топільниці організував XIV фестиваль «Полегойки, Бойки! Мшанецькі колиби» з виступами фольклорних дитячих колективів, які виконували рідкісні бойківські пісні, майстер-класами гри на бойківській ґайді, гармошці, приготування токану та молебнем до св. Дмитра.
27 травня 2023 Преосв. Владика Григорій Комар, єпископ-помічник Самбірсько-Дрогобицької єпархії УГКЦ, постриг місцевого жителя Тараса Яворського у дяки по завершенню 2-річного навчання.
6 липня 2023 вперше у с. Мшанець провелися виїзні деканальні збори священників Старосамбірського деканату Самбірсько-Дрогобицької єпархії УГКЦ.

#### Ініціативи ГО "Магура" та мшанецької релігійної громади (з 2018 — дотепер)
У 2019 релігійна громада УГКЦ села Мшанець розпочала будівництво власного соціального підприємництва «Мшанецькі колиби» — літній комплекс для проведення християнських сарепт, молодіжних таборів тощо. З часом перетворився на своєрідний хаб та платформу розвитку громади, на базі якої засновуються та реалізуються інші соціальні ініціативи. У 2019-2022 рр. спільно з волонтерською ініціативою «Будуємо Україну разом» проводили благодійні акції у Мшанці.
У 2020 році спільно з БФ «Карітас СДЄ» організували Мшанецький Громадський Кінотеатр.
У грудні 2020 та 2021 за допомогою громад сусідніх сіл успішно провели оригінальний благодійний онлайн-ярмарок «Різдвяні смаколики із Мшанця»: крафтовий мішечок наповнювали набором екологічно чистих продуктів до Святої Вечері — мед, гриби, горіхи, фасоля, часник, карпатський чай та ін.. Спеціально для благодійного ярмарку зняли музичний кліп за участю місцевих дітей.
У 2021 році створено ініціативну групу та Мистецьку раду, яка розробляє концепцію майбутнього Культурно-просвітницького Центру Бойківщини в с. Мшанець, до складу якого входитимуть кілька різних об'єктів, включно з читальнею «Просвіти», бойківською хатою, церквою, майбутнім пам'ятником о. Михайлу Зубрицькому та ін. До складу мистецької ради входять: о. Богдан Прах (ректор УКУ), Франк Сисин (професор і директор Центру українських досліджень імені Петра Яцика Канадського інституту українознавства Університету Альберти), Богдан Тихолоз (директор Львівського національного літературно-меморіального музею Івана Франка), Ярослав Грицак (директор Інституту історичних досліджень ЛНУ), Мар'яна Долинська (професор кафедри класичних візантійських і середньовічних студій УКУ), Іван Вовканич (лікар КНП «Червоноградська міська лікарня ЧМР», вихідець села), Андрій Німець (голова ГО «Товариство „Бойківщина“ (м. Львів)»).
У тому ж році місцева ГО «Магура» виграла конкурс на участь у програмі «АктивуйСя» комплексної підтримки синергійних зв'язків релігійних громад та закладів культури на Львівщині, який проводить Львівська освітня фундація у співпраці з Департаментом з питань культури, національностей та релігій ЛОДА. У рамках цього проєкту було проведено навчання для учасників команди с. Мшанець, організовано дитячий літній табір та фандрейзингові заходи на святкуванні Дня незалежності у Стрілках і фестивалю «В гості до Бойків», придбано двощогловий намет-зірку для проведення різноманітних майстер-класів, фестивалів, виставок, презентацій та інших заходів на відкритому повітрі. Реалізується проєкт по створенню «Мистецького простору» у с. Мшанець.
У 2022 р. у зв'язку з широкомасштабним вторгненням росії в Україну на «Мшанецьких колибах» громада організовує 11-денні реабілітаційні табори з психологічним супроводом для дітей та підлітків, що постраждали від війни. Авторську програму психокорекційних занять розробила Ольга Сенчишин. Реабілітація відбувається у два етапи: тренінги на різні теми («самооцінка», «лідерство», «командна гра», «агресія», «тривожність», «страхи»), та арттерапевтичні заняття для вивільнення емоцій, які діти не можуть висловити словами. Також проводяться заняття з флористики, декупажу, активні походи в гори, екскурсії на ферми тощо. Реабілітаційні табори проводяться і у 2023 році, зокрема учасниками таборів стали і військові із своїми сім'ями. 4 липня з учасниками реабілітаційного табору зняли просвітницький еко-кліп «Прибери Карпати як у себе біля хати», присвячений загиблому еко-активісту та українському розвідникові Роману Жуку.
Для двох багатодітних сімей ВПО з Гостомеля (сім'я військового) та Сумщини у Мшанці за допомогою Українського Католицького Університету та закордонних меценатів придбали і подарували хати. У 2024 році одна багатодітна сім'я ВПО, які минулого літа проходили реабілітацію на «Мшанецьких колибах», самостійно придбали будинок у Мшанці. У квітні 2024 року релігійна громада УГКЦ села Мшанець подарувала «стару плебанію», що перебувала у церковній власності, ще одній багатодітній (8 дітей, старший син служить в ЗСУ) сім'ї ВПО з Донеччини, які до того проживали у Старім Самборі та Головецькім.
Загалом громади сіл Мшанець, Плоске та Лопушанка-Хомина прийняли активну участь у наданні тимчасового житла для сімей ВПО, що змушені були втікати через вторгнення росії.
У вересні 2021 та 2022 рр. на «Мшанецьких колибах» проводився тимбілдинг у форматі волонтерства для студентів першого курсу УКУ.
2-9 жовтня 2022 у селах Мшанець, Галівка та Плоске проводилася Свята Місія монахів-редемптористів: о. Мирон Шевчук, о. Віталій Олещук разом із с. Анною-Марією Соболь та с. Ольгою Лозинською. На завершення було встановлено і посвячено місійний хрест на території церкви.
18 березня у Мшанці та Плоскому відбулася особлива Хресна дорога, яку провадили брати-семінаристи Львівської духовної семінарії Святого Духа УГКЦ в наміренні перемоги та миру в Україні та збором коштів на автомобіль для ЗСУ.
У квітні 2023 запустили новий проєкт «Друзі Мшанця» — дуже особлива фандрейзингова кампанія для тих, хто бажає підтримати різноманітні культурні та сакрально-мистецькі проєкти мшанецької громади, та щомісячно робити внески 50+ грн за допомогою автоматичного налаштування в банківській системі «Приват24», «Ощад24» чи аналогічних. Залежно від розміру щомісячного внеску, є можливість бути «Другом» (50 грн), «Другом-меценатом» (100 грн), «Другом-амбасадором» (150 грн) або ж «Другом-сенатором» (200 і більше грн) і таким чином стати повноцінним членом мшанецької спільноти, впливати на прийняття спільних рішень, вносити пропозиції щодо покращення громади та ін.
Також цього місяця відбулася волонтерська акція студентів-істориків УКУ, які разом з місцевими жителями помили стару австрійську дахівку для перекриття Музею о. Зубрицького (колишньої будівлі «Просвіти»). Закупили дахівку завдяки організованій фандрейзинговій акції у 2022—2023 рр.
3-18 серпня 2023 німецька медійна громадська організація IDEM e.V. (Institute for Democraty, Media and Cultural Exchange) організувала на  «Мшанецьких колибах» табір з медіаграмотності для ВПО та місцевих активістів із громад Заходу України.
У вересні 2023 року розпочалася реалізація пілотного проєкту для молоді Стрілківської громади — «Школа чудотворців»: курс неформального навчання школярів і студентів проєктного менеджменту із можливістю виграти фінансування від місцевих підприємців на власний соціальний проєкт для громади.
У листопаді 2023 року студенти-волонтери з УКУ у рамках курсу «Служіння і мовна практика» провели інвентаризацію книг з особистої бібліотеки одного священика УГКЦ, який передав їх для музею о. Михайла Зубрицького у Мшанці. Серед книг є рідкісні примірники (наприклад, латиномовна історія УГКЦ).
У травні 2024 року громада села виграла у конкурсі «Посилення спроможності власників особистих селянських господарств» та придбала новий сільськогосподарський трактор, який за соціальними цінами оре, культивує, косить, грабає, садить і копає картоплю, а згодом і розгортатиме сніг з доріг.

#### Боротьба за дорогу Стрілки-Мшанець («Бойківський майдан»)
У січні 2018 р. активісти із сіл Мшанець, Галівка, Головецьке та ін. розпочали активну кампанію за ремонт 19 км дороги «Стрілки-Мшанець», яка сполучає 11 сіл. Вони зібрали підписи та занесли відповідне звернення до народного депутата Андрія Лопушанського, паралельно залишили скарги на гарячих лініях області та уряду. Результату це не дало, окрім акції тодішнього губернатора Львівської області Олега Синютки, який демонстративно висадив тодішнього в.о. голови Старосамбірської РДА на даній дорозі із своєї машини.
17 червня 2018 р. місцевий священник УГКЦ разом із дітьми випустили сатиричний музичний кліп «Вася, давай весло [Архівовано 25 квітня 2021 у Wayback Machine.]», про який зняли сюжети журналісти національного телеканалу «1+1» та НТА. Після цього влітку відремонтували один кілометр дороги.
20 березня 2019 р. о. Роман Гром разом з дітьми та студентом Назаром Титарем зняли пародію на пісню «Плакала» гурту Kazka: «Казка на дорозі [Архівовано 25 квітня 2021 у Wayback Machine.]», яка стала справжньою сенсацією в інформаційному полі. Разом із відео було опубліковано дві електронні петиції про «Капітальний ремонт автомобільної дороги Мшанець-Стрілки С141704» — до Кабінету Міністрів України (із необхідних 25 тис. підписів зібрала лише 1 126) та Львівської обласної ради (зібрала необхідну кількість підписів — понад тисячу, однак в результаті її розгляду селяни отримали лише відписку). Тодішній прем'єр-міністр Володимир Гройсман прокоментував цей кліп 22 березня 2019 р. у прямому ефірі.
Після виборів нового президента України новим очільником області був призначений Маркіян Мальський. Кілька місяців ініціативна група намагалася потрапити до нього на прийом, однак безрезультатно. Тоді 5 серпня 2019 р. випустили новий сатиричний ролик «З чого починається дорога…», який знову привернув увагу громадськості.
Однак, попри всеукраїнський резонанс та обіцянки чиновників різного рівня у 2019 році на капітальний ремонт даної дороги виділили 0 грн, 0 коп. Це стало причиною першої акції протесту на трасі міжнародного значення Львів-Ужгород у с. Лопушанка-Хомина, яка безперервно тривала три дні: з 29 вересня по 1 жовтня 2019 р. Організували акцію жителі сіл Мшанець, Головецько, Галівка, Плоске, Грозьова, Виців, Ріп'яна, Дністрик, Смеречка, Гвоздець, Бабина. В результаті розпочалося виготовлення проєктно-кошторисної документації на 13 км даної дороги (на перші 4 км, так званому «чорному шосе», колись був асфальт, тому ремонтувати цю частину могли у будь-який момент), підсипано дорогу гравієм та прокопано місцевим автодором («Турківський ДЕП») 1 км кюветів за 100 тис. грн, виділених з районного бюджету.
Починаючи з 14 лютого 2020 р. відколи президент України Володимир Зеленський оголосив програму «Великого будівництва», ініціативна група безуспішно і неодноразово намагалася зустрітися з новим головою ЛОДА Максимом Козицьким щодо включення даної дороги в перелік, оскільки вона відповідала всім необхідним вимогам — з'єднувала половину Стрілківської ОТГ (11 сіл) з опорною лікарнею, школою, центром громади тощо. Тодішній заступник голови ЛОДА Тарас Грень пообіцяв ремонт перших 4 км, а решти 13 — після виготовлення ПКД, яку фірма-підрядник обіцяла завершити спершу до початку березня, потім — квітня, далі перенесла термін на травень-червень, а після нового інформаційного скандалу через вихід чергового кліпу «Карантин forever… [Архівовано 25 квітня 2021 у Wayback Machine.]» та креативу від дітей із с. Галівка, які посадили картоплю на дорозі, ініціативну групу повідомили про неможливість завершення ПКД до грудня 2020 р.

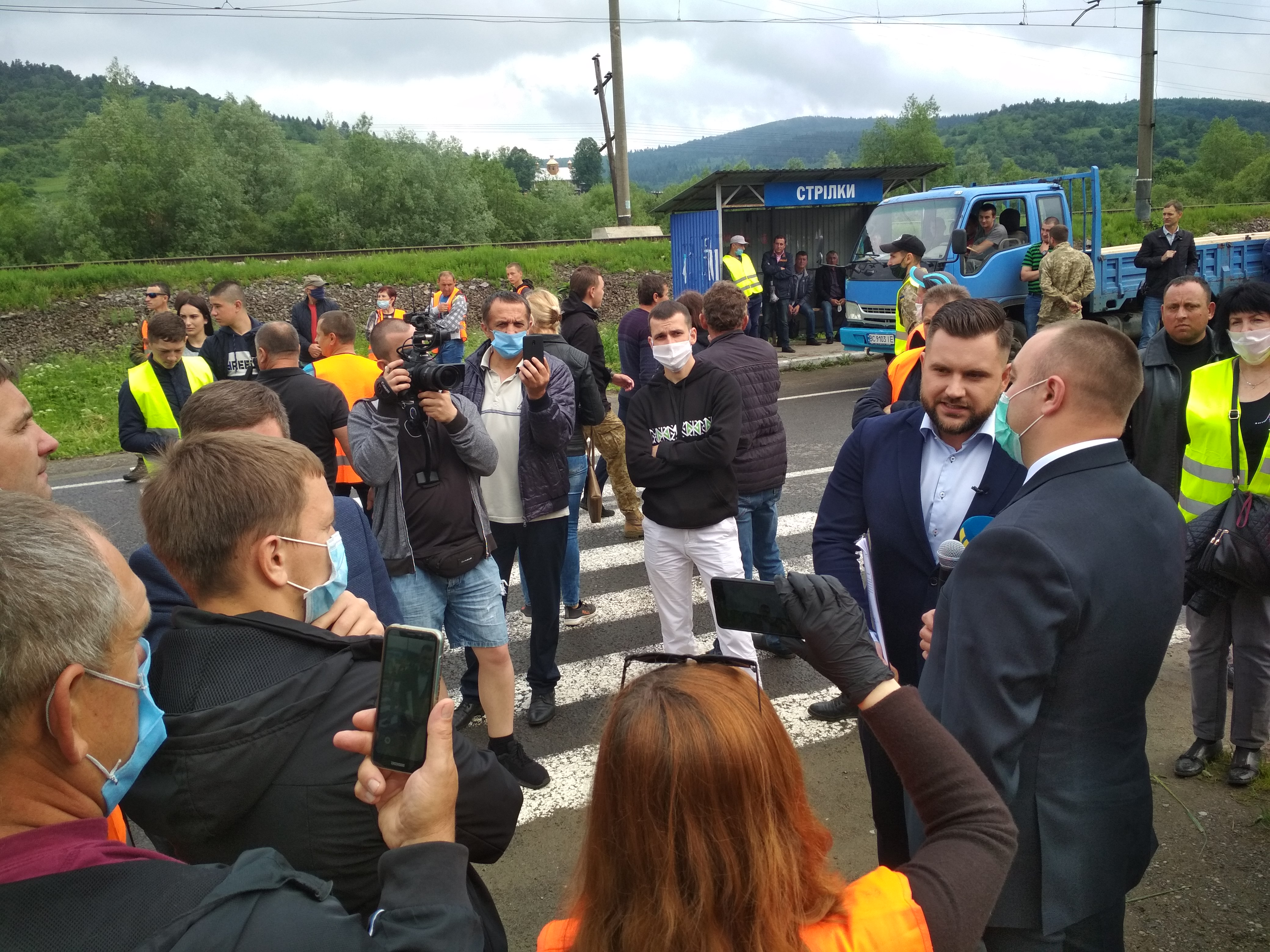
Друга акція з вимогою капітального ремонту дороги Стрілки-Мшанець, 17-22 червня 2020 року. Село Стрілки.

З 17 по 22 червня у с. Стрілки проводилася друга протестна акція на трасі Львів-Ужгород. Однак через невиконання владою обіцянок 13 липня акція протесту відновилася. Оскільки влада вирішила повністю проігнорувати третю протестну акцію, починаючи з 0:00 14 липня місцевий священник УГКЦ о. Роман Гром та три жительки с. Мшанець Анна Гудз, Надія Яворська та Оксана Паращак оголосили голодування до почного вирішення питання.
15 липня повз с. Стрілки з робочим візитом до м. Турка проїжджав голова ЛОДА Максим Козицький. Зустріли його піснею «Воїни світла», яка стала неофіційним гімном Акції Гідності на дорозі або «Бойківського майдану». Однак після годинного спілкування стало зрозуміло, що конкретного вирішення проблеми жителям сіл запропонувати не можуть, тому його автівку (в якій також перебував Василь Віконський, який на той час очоблював ГУ Нацполіції Львівщини) не пропустили далі. Після цього всі поліцейські, які охороняли мирну акцію протесту, в один момент зникли, а ті, які натомість приїхали, почали працювати проти протестувальників. Наступного дня протестувальники з 11 сіл витримали тиск провокаторів, які ламали палатки, погрожували, наїжджали на пішоходів, декілька спроб вручення поліцейськими повісток активістам у суд та ін.
В результаті 17 липня 2020 року між Дорожнім департаментом Львівської облдержадміністрації та представниками місцевих громад було підписано Меморандум про співпрацю. 2020 року половину дороги вже застелили асфальтом, роботи відновили у 2021 р. Станом на кінець осені 2021 року майже на всій дорозі є одношарове асфальтне покриття, а кілька кілометрів застелили двошаровим.
Перший результат - з літа 2020 будується козина ферма у селі Мшанець, в якій виробництво сирів відбуватиметься на місці.

#### "В гості до Бойків та о. Михайла Зубрицького"
22 жовтня 2020 р. спільно з ГО «Товариство „Бойківщина“ (м. Львів)» та Домом Франка відзначили День народження о. Михайла Зубрицького науковою конференцією в стилі TED Talks «Бойки в гості до о. Зубрицького». Наступного 2021 року цей захід був проведений у формі повноцінного фестивалю, на який з'їхалися 3 тис. людей.
Фестиваль «В гості до Бойків та о. Михайла Зубрицького» — просвітницький та культурно-мистецький фестиваль, покликаний зібрати в одному місці найкращі взірці з різних сфер традиційної та сучасної бойківської культури — музика, танці, ремесла, дизайнерський одяг, унікальні історичні «кейси»; стати своєрідним «бойківським нетворкінгом» — креативним кроссекторальним майданчиком для формації партнерств між представниками культурних та креативних індустрій, місцевих жителів, органів влади, підприємців, активістів; підвищити туристичну привабливість гірського бойківського регіону через актуалізацію ресурсів культурної спадщини та локальної ідентичності як одного із чинників сучасної української ідентичності. Розпочався Архиєрейською Святою Літургією та посвяченням наріжного каменю під майбутній пам'ятник о. Михайла Зубрицького.
26 вересня 2021 на фестивалі виступали відомі традиційні бойківські та сучасні гурти «Мері», «Navigator», «No Limits», «Modern Folk», «Моцні Бойки», «На Драбині», Ірина Савула, Сестри Ігнатишин та Дримбарі з Бітлі. Дизайнерки Тетяна Знак, Ірина Демків та Оксана Сокол презентували колекції сучасного бойківського одягу («Показ мод»), а також було чимало інших майстер-класів: хусткування, трембітання, гра на сопілці та дримбі, ткацький верстат, лялька-мотанка, вироби з соломи, банси, аква грим, солодка вата, батут для дітей, «жива» фотозона з вівцями, безліч тематичних сільських фотозон, лавка Франка тощо. Родзинкою стала дегустація автентичної бойківської кухні (страви готували та продавали господині сіл Мшанець, Галівка та Плоске). Відео виступів.
Масштабні святкування в наступні роки стали неможливими через повномасштабне вторгнення, однак вони відбувалися у інших форматах.
23 жовтня 2022 — захід «166 років тому самому отцю» з нагоди чергової річниці з Дня народження о. Михайла Зубрицького. Після святкової Літургії у місцевій церкві для гостей місцевою громадою був організований «Бойківський обід на Мшанецьких колибах» з майстер-класом по сопілкарству від Ярослава Мицака та приготування токану від Андрія Німця, голови Львівського Товариства «Бойківщина» і директора ресторану «Бойківська гостина». Опісля у місцевій церкві відбулася дискусія-конференція з проф. Ярославом Грицаком «Століття змінюються, а проблеми не дуже», яку відкрив вступним словом проф. Франк Сисин з Канади (онлайн) та Наталя Гром, яка підготувала презентацію про о. М. Зубрицького як капелана бойківського підприємництва. Також у церкві відбулася презентація книги проф. Грицака «Подолати минуле: глобальна історія України», кільканадцять примірників якої були миттю розкуплені.
22 жовтня 2023  організували захід «Як не роз'єднувати служіння в церкві і суспільстві?», який розпочався виступом оркестру Львівської духовної семінарії Святого Духа, дискусією з професором Університету Альберти Франком Сисином та викладачем Бізнес-школи УКУ (LvBS), співзасновником keywords.agency, організатором TEDxLviv Мартином Ковалком, а завершилась майстер-класом Оксани Сокол по виготовленню бойківської спідниці-мальованки.

#### БойкоМандри (липень 2023 – лютий 2025)
У липні 2023 ГО "Магура" спільно зі Стрілківською сільською радою за підтримки Українського культурного фонду розпочала реалізацію проєкту «БойкоМандри: туристичні маршрути Стрілківської громади» для підвищення туристичної привабливості гірських сіл через актуалізацію, популяризацію та наповнення новими сенсами бойківської культурної спадщини. В рамках проєкту було прокладено 3 комплексні історико-культурні маршрути:
- "До криївки у церкві". Стрілки – Тисовиця – Плоске – «Мшанецькі колиби» (19 км, пік 900 м). Один з наймальовничіших та найвисотніших туристичних маршрутів, який під силу школярам. Проходить по хребту Ворьовий (Оровий), де встановлена висотна гірська гойдалка, через однойменний хутір та повстанську криївку-схрон у куполі церкви в селі Плоске.[228][229][230] GPS-трек[231][232].
- "Святині і герої". Стрілки – Лопушанка-Хомина ("Нанашкова хата") – Ясениця-Замкова (Дзвіниця церкви св. Архистратига Михаїла) – Велика Волосянка ("Каскад", "Бескиди" та інші туристичні комплекси) – Тур’є (335-літня церква Св. Миколая) – Недільна ("Вежа Пам’яті") – Топільниця – Стрілки (25 км, пік 954 м). Маршрут пропонує доторкнутися до історії, зануритися у вир повстанської боротьби, відчути подих сакральних перлин бойківської архітектури, знайти церкву, яку за легендою, склали за одну ніч, побувати в хаті, якій 100 років, і вдарити у дзвін найвищої деревʼяної вежі Європи.[233][234][235] GPS-трек[236][237][238].
- «Бойківський майдан». Стрілки – Гвоздець – Головецько – Бабина – Мшанець – г. Маґура-Лімнянська (схил) (25 км, пік 707 м). Маршрут розповідає історію боротьби жителів 11 сіл за капітальний ремонт дороги "Стрілки-Мшанець" та пропонує пізнати цінності громадянського суспільства.[239][240] GPS-трек[241][242].

Також створено аудіозапис трьох пісень: "Повстанська могила" (автор – районовий провідник ОУН Микола Дудич, родом з Головецька), "Коломийка про Маґуру" та "Прикарпаття моє мальовниче".
У 2024 році реалізували наступний проєкт "БойкоМандри 2.0: Музичний парк і Мандрівна школа". В рамках цієї частини ревіталізовано занедбаний сквер у центрі села Стрілки та перетворено його у креативний простір – унікальний в Україні музичний парк ім. о. Михайла Вербицького, автора музики до Державного Гімну України, який є епіцентром культурно-пізнавальних маршрутів “БойкоМандри”. У парку встановлено вуличні музичні інструменти, доступні за будь-якої погоди 24/7 ("Маримба", дзвони "Монах", трубчасті дзвони, ручний барабан "Дует", "Ехо"),  та арт-об’єкти (співоча лавочка, інтерактивна доріжка, що веде до меморіальної інсталяції ім. о. Михайла Вербицького).
2 березня 2025 року з нагоди 210-ї річниці з Дня народження о. Михайла Вербицького музичний парк урочисто відкрили і посвятили. Очолював посвяту владика Григорій (Комар), єпископ-помічник Самбірсько-Дрогобицької єпархії УГКЦ разом і греко-католицькими та православними священниками Стрілківської громади.
Також досліджено три місцеві історії єдності українського народу, що мають важливе всенаціональне значення:
- "Софійська колядка": історія етнокультурної єдности українського народу.
- "Ще не вмерла Україна": історія духовної єдности українського народу.
- Українська Головна Визвольна Рада: історія усвідомленої єдности українського народу.

Створено дослідницьке відео про історію написання Гімну України та о. Михайла Вербицького та дослідницький рілс.
Організовано комплекс виїзних тренінгів-вишколів “Мандрівна школа” – неформальна освіта місцевих жителів, що зможуть бути потенційними гідами чи надавати супутні туристичні послуги.

##### Передісторія проєкту "БойкоМандри"
У 2021 році ГО "Магура" спільно з Домом Франка, ТзОВ «Карпати.інфо», ТзОВ «Відвідай» та ГО «Українська медійна ініціатива» за підтримки Українського Культурного Фонду реалізували міжсекторальний проєкт «ФранкоМандри +», покликаний через інтерактивні технології презентувати історичний період життя Івана Франка у сучасних мандрівних маршрутах. В рамках цього проєкту прокладено дводенний туристичний маршрут «На Пікуй!» протяжністю 167 км з ночівлею у с. Мшанець. Локації: Самбір, Старий Самбір, Грозьова, Мшанець, Вовче, Турка, Розлуч, Ясениця-Замкова, Кривка. У цьому проєкті Іван Франко виступає провідником, себто туристичним гідом, який розповідає власну історію, змінюючи погляд екскурсантів на минуле. Доступний у декількох форматах: опис, відеоогляд та друкована продукція, використовуючи які, можна спланувати самостійну мандрівку маловідомим місцями, заново відкрити відомі локацій та поринути в минулу епоху.
У 2021 р. ГО "Магура" реалізувала навчальний проєкт для сімей у складних життєвих обставинах «Власна справа у власному селі» — комплекс тренінгів, консультацій, навчальних поїздок та екскурсій, фомаційних вечірок і т. ін., для допомоги сім'ям запустити власний локальний бізнес у Мшанці (кількаденні кінні прогулянки лісами та горами, сон на вулику в апі-колибі, туристичні екскурсії, перетворення автентичний старих хат на агрооселі тощо).
У 2022 р. туроператор «Відвідай» розробив власні одноденні туристичні маршрути:
- «Замок Лева, Спаські водоспади і Мшанецькі Колиби»: Львів-Стари[273] й Самбір-Спас-Мшанець-Стрілки-Львів[274];
- «Карпатська Ейфелева вежа та чудернацькі колиби»: Львів-Недільна-Мшанець-Стрілки-Львів[275];
- «Різдво в Карпатських колибах»: Львів — Оброшине (палац і міні-зоопарк) — Самбір (екскурсія-квест і підняття на ратушу, музей «Бойківщина») — Мшанець (обід, святкова програма «Мшанець колядує», майстер-клас «Різдвяний вінок», катання на санях) — Львів[276].

У грудні 2022 туроператор «Відвідай» організував тур «Колиби святого Миколая», родзинкою якого стала театральна постановка «Миколай, Санта і Дід Мороз» місцевих дітей із трьох сіл разом з дітьми-ВПО.

#### "Різдвяні Пташки" (листопад 2023 — дотепер)
26 листопада 2023 місцевий священник УГКЦ о. Роман Гром та капелан 80-ї окремої десантно-штурмової бригади о. Іван Гальо оголосили про початок акції «Різдвяні пташки», мета якої — об'єднати найбільшу кількість вертепів і коляд навколо збору коштів для ЗСУ, зокрема даної бригади. Кожний вертеп чи колектив, що зголосився стати учасником акції, отримав авторську Вертепну Зірку, виконану в кольорах 80-ї бригади. До акції доєдналися 101 вертеп, 48 коляд, 54 громади та колективи і 39 приватних осіб, разом зібравши майже 5 млн грн на дрони (станом на 13 січня 2024). Загалом було зібрано 5 421 472,30 млн грн на банківському рахунку ГО "Магура" і готівкою $ 5400 зі США. Також в акції взяли участь закордонні громади із Кембриджу (Сполучене Королівство), Штату Меріленд (США), Іспанії, міста Вінніпенг (Канада) та Італії.
13 січня 2024 відбувся з'їзд усіх учасників акції «Різдвяні пташки», на якому був встановлений Рекорд України по виконанню коляди «Там во Бахмуті» найбільшою кількістю вертепів із різдвяними зірками (105 колективів, 1259 осіб). Через онлайн-зв'язок також колядували воїни 80-ї бригади ЗСУ неподалік міста Бахмут. В результаті акції було куплено: 10 комплектів «антен»; 30 комплектів «антен»; 5 телевізорів; 30 пультів до Мавіків; 35 квадрокоптерів Мавік3; 10 комплектів РЕБ.
У грудні 2024 - січні 2025 років вдруге організовано акцію "Різдвяні пташки", на цей раз для збору на РЕБи для 80-ї ОДШБр. 11 січня 2025 у Мшанці проведено другий з'їзд учасників акції, в якому взяло участь поза 2 тис. осіб. Станом на 13.01.25 до акції долучилися 127 колективів (вертепів, коляд, спільнот, організацій) та 19 приватних осіб, які сумарно заколядували понад 3,4 млн грн. Найбільші донати здійснили Молодіжний вертеп парафії св. Вмч. Дмитрія м. Фастів (175 тис. грн), Арт-вертеп "Авантюра" зі Львова (163 922 грн) та Коляда з Великої Сушиці (115 713 грн), які, відповідно, виграли зустріч із вл. Борисом Гудзяком, ретрит у Марійському духовному центрі "Зарваниця" та на "Мшанецьких колибах". Кожен вертеп отримав іменний прапор з підписом отця-капелана Івана Галя.

##### Передісторія "Різдвяних Пташок"
У січні 2023 учасники збірного вертепу із с. Мшанець, Галівка, Плоске разом із дітьми-ВПО організували челендж вертепів для збору коштів на авто для 65-ї бригади ЗСУ — «вертепомобіля». Долучилося 12 інших вертепів із сіл Бабина (Бабино), Головецько, 4 вертепи та учасники коляди із села Топільниця, Великосілля, Соснівка, Потік, Нагуєвичі, Ладанці, Жупани. Назбирали на 2 автівки. Залишок коштів передали на тепловізор добровольцю із с. Бабина (Бабино) Володимиру Оринчаку, якого перевели у штурмову бригаду. Наприкінці 2024 року історія із вертепомобілем отримала неочікуваний поворот: один із хлопців, який ходив у вертепі та колядував на нього, по досягненню повноліття підписав контракт із ЗСУ та отримав право користування вертепомобілем для служби у війську.

#### «ЄвроКордон»: боротьба проти встановлення 5-ти км прикордонної зони-«гетто» з ЄС і Чорним морем (квітень 2024— січень 2025)
У квітні 2024 року прикордонні війська прагнуть перетворити Мшанець та інші села, що розташовані у межах 5 км від лінії державного кордону з Польщею, на режимні об'єкти із спецдозволами на проживання та ведення будь-якої діяльності (туристичної, економічної, господарської) і спецперепустками для перебування, посилаючись на зміни до постанови КМУ № 1147 «Про прикордонний режим». Якщо буде реалізовано ведення 5-ти кілометрової прикордонної смуги, це призведе до повного занепаду цих сіл у найближчому часі (3-5 років). Площа 5-ти кілометрової прикордонної зони з Євросоюзом та Молдовою (без урахування площі прикордонних території рівненських громад з Польщею) складає 12 тис. кв. км, що еквівалентно площі Тернопільської області. У Львівській області у 5-ти км прикордонну зону потрапляють 110 сіл і міст, у Закарпатській — 120 сіл і міст, також у цю зону потрапляють села і міста Чернівецької, Івано-Франківської, Вінницької, Одеської та інших областей.
14.04.2024 у Мшанці відбулися перші громадські збори жителів Мшанця, Галівки та Плоского із резолюцією про неприпустимість повернення радянської практики та закликом до інших прикордонних міст і сіл Львівської, Закарпатської та Чернівецької областей (які не межують з росією та Білоруссю) до об'єднання та протидії. Через тиждень 21.04.2024 з ініціативи підполковника Грабовського Сергія Анатолійовича, начальника відділу прикордонної служби «Смільниця», відбулися ще одні громадські збори у селі Мшанець, які завершилися втечею прикордонників. Наступної неділі, 28.04.2024 відбулися аналогічні громадські збори у с. Терло.
26.04.2024 депутати Стрілківської сільської ради звернулися до Президента України Володимира Зеленського, Голови Верховної Ради Руслана Стефанчука, Прем'єр-Міністра Кабміну Дениса Шмигаля, начальника ЛОВА Максима Козицького та заступника Голови ЛОР Юрія Холода із закликом скасувати ці зміни на територіях, що межують з Євросоюзом, оскільки вони є шкідливими для розвитку даних територій, необґрунтованими та порушують щонайменше 9 статей Конституції України. Аналогічні звернення зробили депутати Добромильської та Хирівської міських рад. 15.05.2024 року надійшла негативна відповідь від заступника Міністра внутрішніх справ Олексія Сергєєва з численними маніпуляціями та цинічними твердженнями.
21 червня дружина місцевого священика опублікувала оригінальний музичний кліп-реп про 5-ти км прикордонну зону-«гетто», однак попри резонанс у соціальних мережах (лише у TikTok кліп набрав понад 230 тис. переглядів) і значущу соціальну проблему, яку у кліпі оспівується, жодне національне чи регіональне медіа не написало жодної статті і не видало жодного журналістського сюжету про це. Таке аномальне ігнорування свідчить про наявність серйозної цензури щодо журналістів та власників ЗМІ, яка курується центральними органами влади, оскільки проігнорували даний музичний кліп-реп ЗМІ Львівської, Закарпатської, Чернівецької, Івано-Франківської, Вінницької, Одеської областей. Це також свідчить про цілеспрямовану державну політику щодо створення спецзони на кордоні із Європейським союзом та Чорним морем. Перша публікація про цю проблему вийшла на "Громадському" 18.09.2024.
11 січня 2025 року у Мшанці провели кількатисячний З'їзд учасників акції "Різдвяні Пташки" без спецдозволів.

### Населення
У 1880 р. було 955 греко-католиків (955 mk. w gm. obrz. gr.-kat.).
Наприкінці XIX ст. в с. Мшанець було 182 садиби, з них 143 будівлі належали до типу «довгі хати».
У 1937 р. в селі проживали 1300 жителів.
У 1968 р. в селі проживало 812 жителів.
У 2001 р. в селі проживало 402 жителі.
У 2022 р. в селі де-факто проживало 170 людей (де-юре 256 дорослих).

### Національні меншини
У документах XVIII ст. є згадки про євреїв-корчмарів. З XIX ст. і аж до 1940-х рр. вони виступають у подвійній ролі — дрібних комерсантів і сільських господарників, хоча достоту невідомо, коли саме євреї почали займатися землеробством. У часи о. Михайла Зубрицького в селі проживало 30 євреїв.
Складно встановити, коли тут з'явилися цигани. Формально їх прирівнювали до селян: вони були членами місцевих парафій і вважалися землеробами, проте жили відокремлено і займалися традиційними для них видами діяльності (ковальством, ворожбою і музикуванням). О. Михайло Зубрицький наводить дані, що цигани не приймали жодної участі в парафіяльному житті та прославилися серед селян своїм лінивством — принципово не садили город, а ходили жебрати по інших.
Про долю німецької колонії у Бандрові див. вище.

## Церква Різдва Пресвятої Богородиці

### Перша відома дерев'яна церква XVIст.

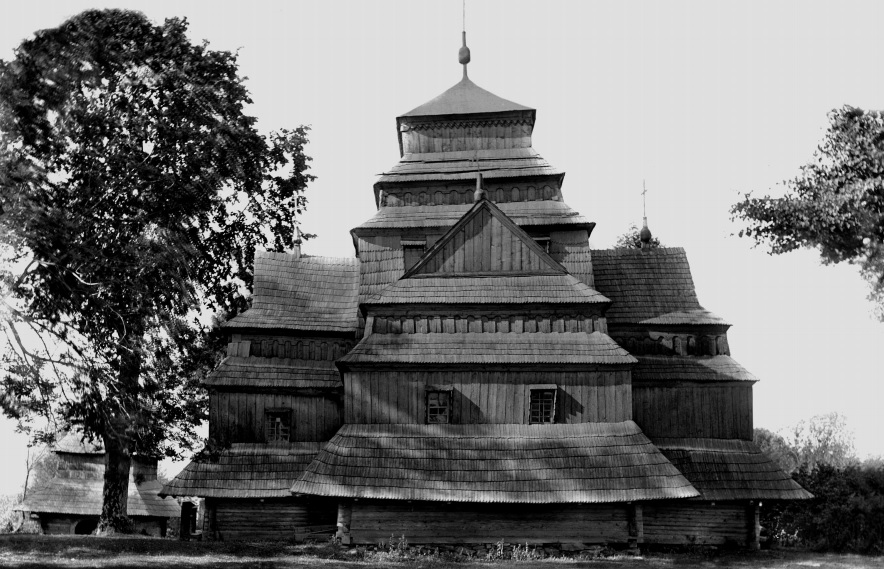
Церква Різдва Пресвятої Богородиці у с. Мшанець, 1762 р. Вигляд з півночі. Розібрана у 1912 р. Світлина В.Щербакiвського зi збірки негативів Інституту народознавства НАНУ.

Перші згадки про стару дерев'яну церкву у Мшанці датуються 1507 роком. Однак, як вказує професор Ярослав Тарас, те, що «перша згадка про село Мшанець […] відноситься до 1446 р., наявність на горі Маґура давньоруського городища XI—XIII ст., існування неподалік від села Перемисько-Самбірської єпархії та розташування в районі великої кількості монастирів […] дає нам можливість ще раз стверджувати, що цей взірець був реліктовим представником сакрального будівництва княжих часів, який продовжували продукувати в XVI—XVIII ст. монастирі, які строго дотримувались канонічного сакрального будівництва».
Про унікальність архітектури старої церкви свідчать і польські дослідники Павел Кусал та Станіслав Крицінський: «Церква з Мшанця, зведена в 1762 році на плані грецького хреста, має абсолютно унікальну структуру. Над перетином нефів присадкувате кувальне завершення з двома перегинами. Конькові дахи, що вкривають чотири крила церкви, також розбиті, а на стіні, що розділяє їх тракти, є декор, що відсилає до аркадного фриза, який зустрічається в цегляних будівлях. Цей же мотив прикрашає нижню сходинку конькового наконечника».
Стара церква, як і більшість Карпатських церков, виконувала сигнальну та оборонну функції: «з цього місця було добре видно все село, долину обабіч ріки Мшанець, візуально можна було одержати сигнал про небезпеку із сіл Галівка, Плоске, Грозьова». «Всі обійстя в селі Мшанець були обгороджені, а на дорозі, що йшла з села, ставили громадські ворота (коштом громади)». Очевидно, що все село теж було огороджене, що цілком практично в той час.

### Друга храмова будівля 1762р.

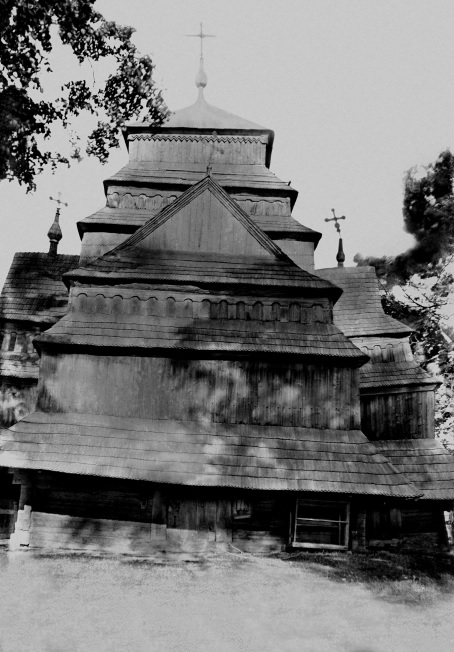
Церква Рiздва Пресвятої Богородицi у с. Мшанець, 1762 р. Вигляд iз заходу. Розiбрана у 1912 р. Свiтлина В.Щербакiвського зi збiрки негативiв Iнституту народознавства НАНУ.

Перенесення церков у XVIII—XIX ст. на зручніше для громади місце було типовим явищем для Галичини. Невідомо, чи побудували у Мшанці нову споруду, а чи розібрали у 1762 р. стару та перенесли на нове місце, однак проф. Я. Тарас наводить аргументи на користь другої версії. Про це свідчать також дані карти «Galizien und Lodomerien (1779—1783) — First Military Survey».

Мшанецька церква відрізняється не тільки від бойківського типу тридільних, триверхих церков, але й від інших хрещатих церков Поділля, Гуцульщини та Слобожанщини: вона мала над навою чотирибiчний двохзаломний верх. 

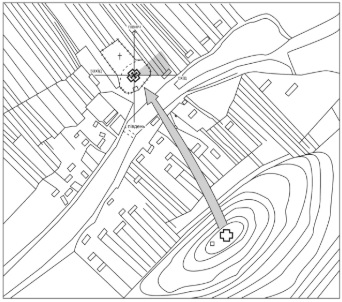
Перенесення церкви Різдва Пресвятої Богородиці у Мшанці, 1762 р.

Наявність чотирибічного верха в дерев'яних хрещатих церквах свідчить про те, що вони є зразками середньовічної української сакральної архітектури. Достовірно вказати, як зберігся цей реліктовий взірець із княжих часів до XVIII ст., трудно. За аналогами візантійських мурованих церков в княжі часи була споруджена дерев'яна церква св. Івана Хрестителя на Подолі княжого Галича (серед. XII — поч. XIII ст.)
Церков, подібних Мшанецькій, не збереглося, маємо лише відомості, що подібного типу була Петро-Павлівська церква в м. Перемишлі (XIV ст.) та церква с. Вербіж (1577 р.). Сьогодні невідомо, скільки таких церков було збудовано в Україні. «Деякі здогади про традицію чотирибічних верхів можуть насувати ще хрестові церкви зо Слобожанщини, які мають не лише прикмету богатших заломів „бойківського стилю“, але й заломи з неправильними восьмибічними, що радше є квадратами зо зрізаними кутами».
У 1909 р. відомий дослідник української минувшини Вадим Щербаківський завітав до пароха с. Мшанець о. Михайла Зубрицького під час наукової подорожі на Бойківщину за дорученням Наукового товариства iм. Шевченка у Львові. Він мав «прослідити відміни бойківського типу церков, від загального…» та дати відповідь Ігорю Грабарю, що бойківські церкви «відріжняються від московських, або ліпше сказати, загально великоруського стилю i не мають нічого спільного з північноросійськими (арханхельськими, олонецькими, вологодськими»…).
Оскільки церква Різдва Пресвятої Богородиці за архітектурно-планувальними параметрами не вписувалась у бойківський тип, вона не була опублікована в його численних працях, які появилися після цієї подорожі i розвінчали міф про зв'язок бойківських церков з московськими. Про архітектуру церкви Різдва Пресвятої Богородиці 1762 р. ми нічого не знали до 1937 р. i може не дізналися б ніколи, якби не інша обставина: дослідник української дерев'яної архітектури Михайло Драґан звернув увагу на світлину В.Щербаківського, яка зберігалася в архіві НТШ, i визначив, що в с. Мшанець була унікальна пам'ятка дерев'яної сакральної архітектури України. Михайло Драган відніс її до хрещатих одноверхих церков, які мають «рідкі чисті чотирибічні верхи» з двома заломами i, що це поодинока хрещата церква, яка свідчить, що «запозичені форми дерев'яних церков не відходили далеко від аналогічних форм мурованих».
У цій церкві знаходилися метрики народжених і померлих від 1785 р. та шлюбні метрики від 1788 р.

### Нереалізований проєкт о. М. Зубрицького

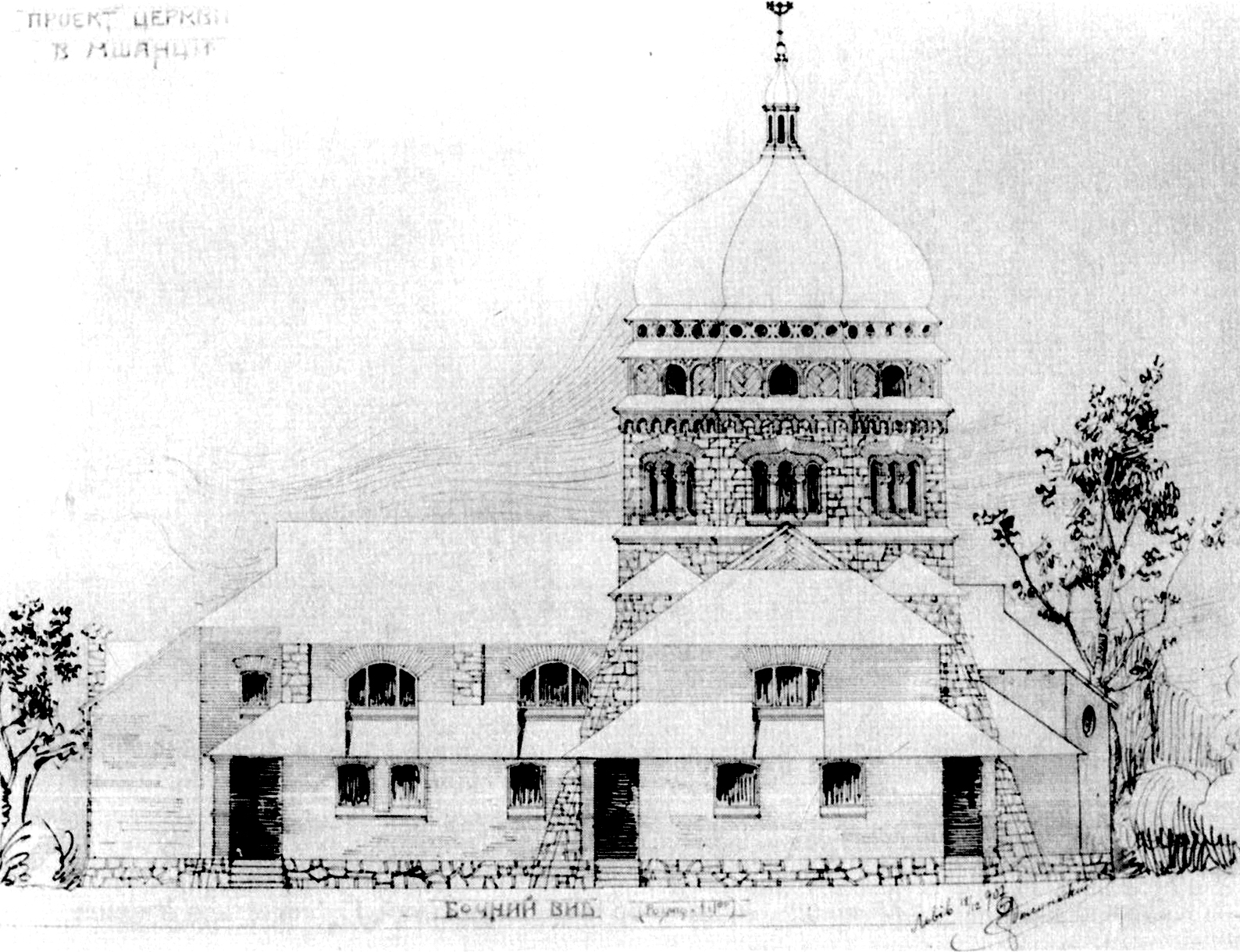
Нереалізований проєкт мурованої церкви для с. Мшанець. Архітектор — Іван Долинський.

З моменту прибуття на парафію у 1883 р., бачачи критичний стан старої церкви, о. Михайло Зубрицький наполегливо працював над збором коштів для побудови унікальної кам'яної церкви, яка мала стати Духовно-просвітницьким центром Бойківщини.
Для збору коштів він першим започаткував у Мшанці «церковний бізнес»: дев'ять років переконував церквоне братство закупити свічки напряму в фабриці за гуртовими цінами і продавати їх з невеликою націнкою. Не всі селяни нововведення сприйняли («де ж це видано, щоб церква бізнесом займалася?»), деякі далі продовжували купувати свічки у місцевих євреїв і приносити їх до церкви. Однак потрохи звикали, купували, а отримані кошти складали на окремий рахунок.
Можна стверджувати, що у 1905/6 рр. вже були накопичені певні гроші «на книжочці на почті», бо в цей час після 20-літньої пасторської праці о. Михайло почав шукати архітектора для розробки проєкту мурованої церкви.

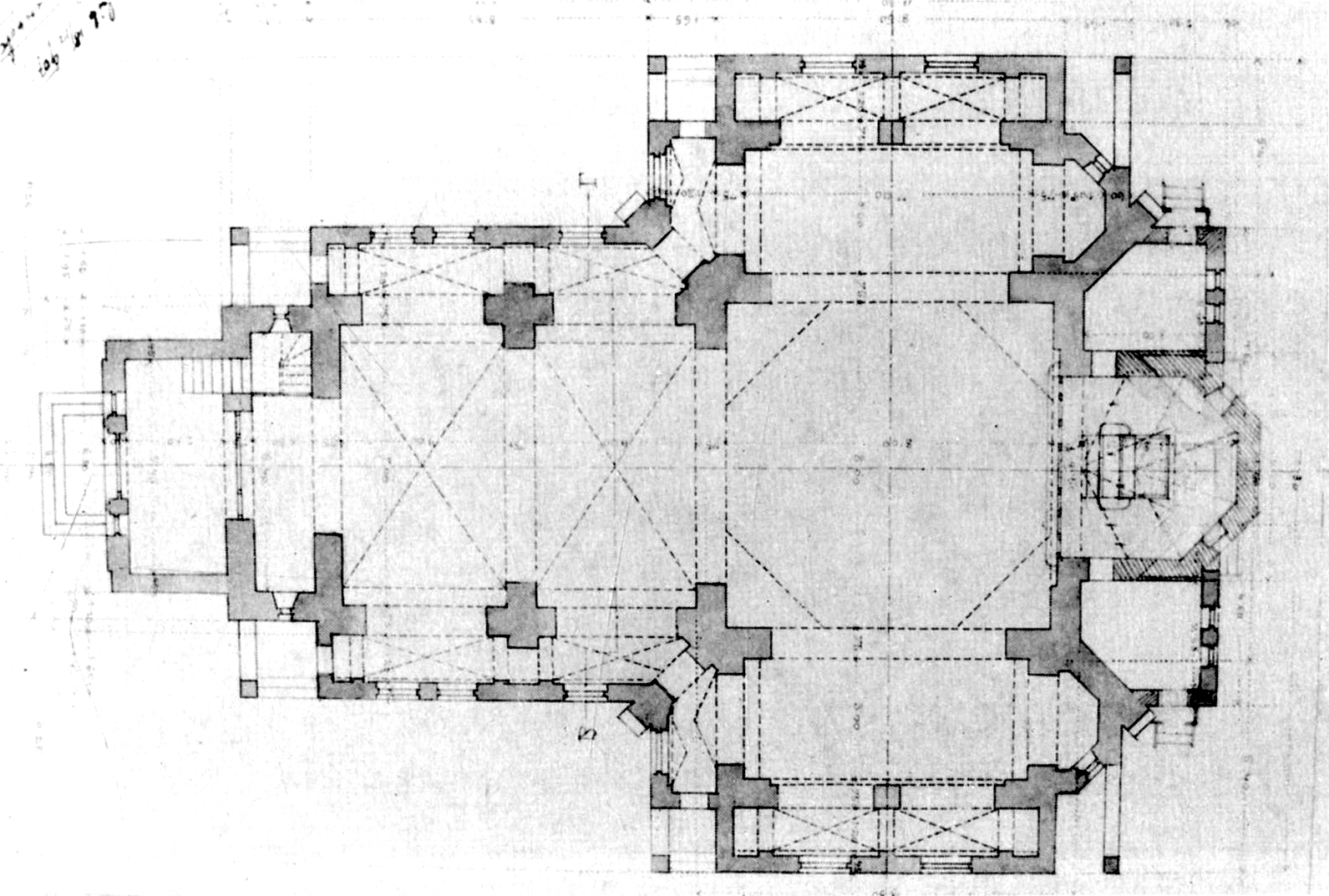
Креслення. Нереалізований проєкт мурованої церкви для с. Мшанець. Архітектор — Іван Долинський.

18 грудня 1907 року до Дня св. Миколая проєкт мурованої церкви та дзвіниці безкоштовно виготовив відомий львівський архітектор Іван Долинський, який на час проєктував житлові будинки в модерному стилі. Проєктування створене під впливом декоративної фази українського стилю (1900-08 рр.), в архітектурі поєднані особливості сакрального будівництва Давньої Русі, Візантії із романським стилем.
Проєкт виконаний на 5 картонних планшетах: на першому представлений «план фундаментів та склепу»; на другому — «план поземля»; на третьому — «дзвіниця»; на четвертому — «вид головний»; на п'ятому — «вєзанє дахове».
У храм плані мав форму хреста. Водночас просторове вирішення базувалося на давньоруських храмах: три нави зі збільшеною середньою й три апсиди. У фасаді мали поєднуватися давньоруські й романські риси. Присутні також елементи народної архітектури.
Згідно з проєктом мурована церква в плані мала розміри 20,4×27,4 м. Це була триапсидна, тринавна споруда на зразок візантійських, де середня нава не значно перевищувала бокові. В основі планувальної схеми мшанецької церкви можна побачити подібність до храмів княжих часів, зокрема до церкви Дмитрівського монастиря, церкви св. Георгія, церкви св. Ірини в Києві.
В ансамблі з церквою запроєктована двоярусна дзвіниця типу восьмерик на четверику, в першому ярусі є проїзд на церковне подвір'я, на другому розташовані дзвони. Перший ярус квадратний в плані, по вуглах має контрформи, виконаний із цегли та облицьований рваним бутовим каменем, другий — дерев'яний у вигляді восьмерика, перекритий банею, що за формою ідентична церкві.
Щоб реалізувати таку церкву, необхідно було мати не тільки великі гроші, а й фахових будівничих, які могли би виконати перекриття над «планом поземелля», де о. М.Зубрицький збирався організувати склепи для поховання, звести стіни-стовпи з контрфорсами, викласти арки між стінами, звести купол діам. 8 м. Запроєктована церква вимагала також великої кількості будівельних матеріалів, цегли, каменю. Все це стримувало початок будівництва, яке могло розпочатися весною 1908 р. Пройшло п'ять років, громада села не зібрала необхідних коштів на матеріали для нової церкви, що змусило М.Зубрицького вдатися до радикальних рішень, які б дозволили все-таки розпочати будівництво.

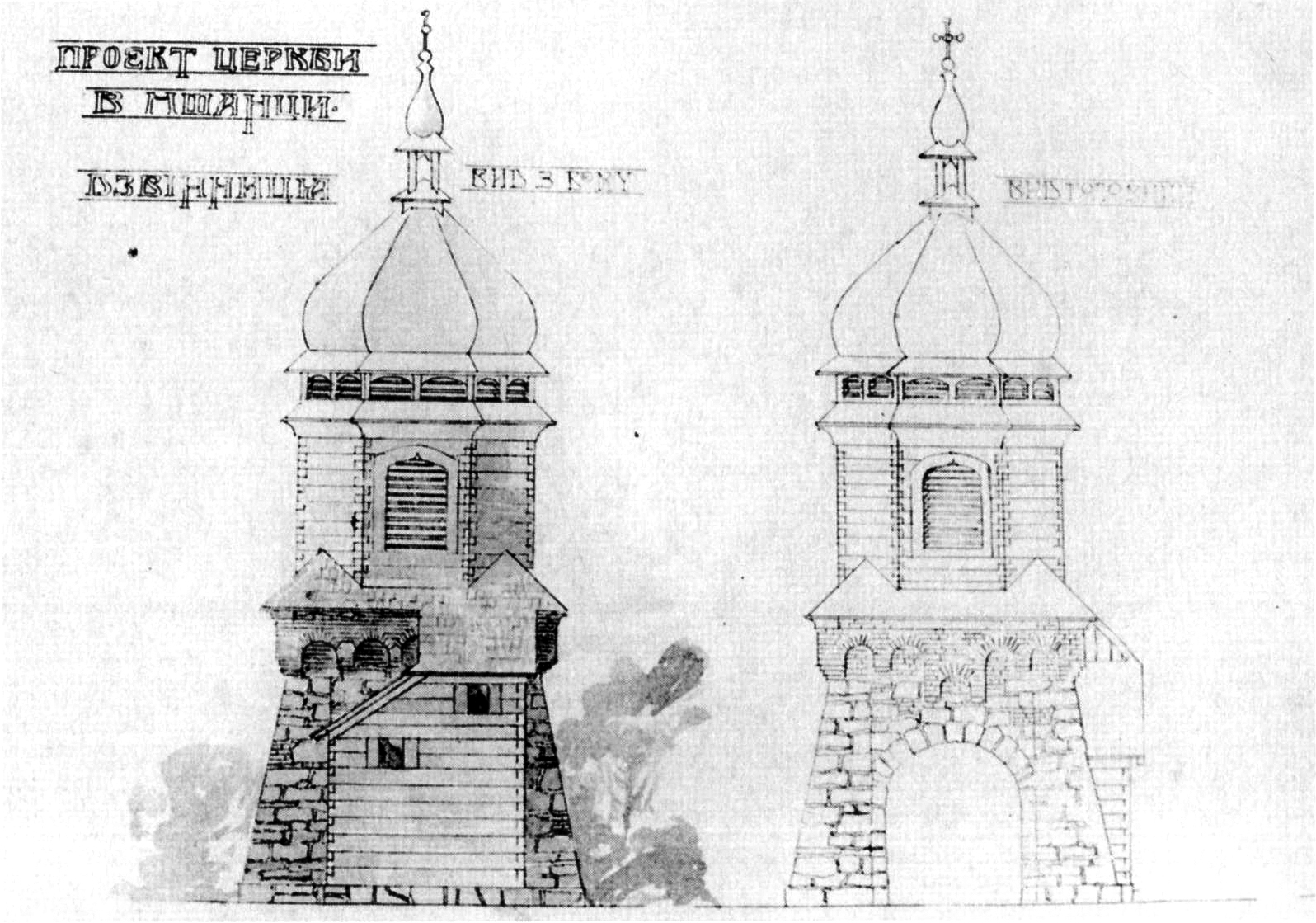
Нереалізований проєкт мурованої дзвіниці для с. Мшанець. Архітектор — Іван Долинський.

У 1912 році церкву розібрали, однак через передвоєнну інфляцію, Першу світову війну, арешт пароха у 1914 р. та чимало інших обставин нової мурованої церкви не збудували, а лише через 10 років у 1922 р. почали будувати дерев'яну сучасну церкву Різдва Пресвятої Богородиці.

### Сучасна будівля

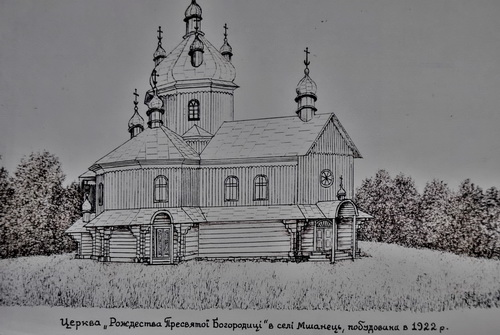
Володимир Шагала. Церква у Мшанці. Друга половина ХХ ст.

Почали будувати у 1922 році, завершили у 1924 р. Ця дерев'яна церква збудована в неоукраїнському стилі. На жаль, не вдалося віднайти автора проєкту.
Церква зрубної контрукції, розташована на невеликому підвищенні. Збудована в плані хреста, зовні оббита дошками. Куполи, хрести, хельми (hełmy) псевдоліхтарі оббиті бляхою. На подвір'я церкви вхід через величну триповерхову дзвіницю, збудованого у плані квадрату. Поблизу — діючий цивнтар. Колись все було оточене кам'яним муром, від якого досі збереглися значні фрагменти.
До цієї церкви перенесли іконостас зі старої. Від 1962 по 1989 рік церква була нечинною. «Стіни під опасанням церкви складаються з відкритого зрубу, над опасанням — вертикально шальовані дошками з лиштвами, які у 2010—2011 рр. після ремонту звільнили від жовтої фарби і покрили захисним розчином. У той же час усі вікна церкви (крім у ризницях) замінили пластиковими, двері на нові, дерев'яні».
"На одній зі стін південного рамена нави є барельєф о. Михайла Зубрицького. Поряд сучасна пам'ятна табличка з написом: «Плідна праця о. ТАРАСА ФЕДОРОВИЧА 2007—2009 рр. Завжди буде в пам'яті парафіян с. Мшанець н.1955 — п.2009 рр. Вічная пам'ять.»
Стіни в інтер'єрі церкви — відкритий зруб.
У 1991 р. мшанецька громада вирішила провести ремонтні роботи у церкві. Особлива увага приділялась покрівлі та перестеленню знищеної підлоги. Укладанням паркетної дошки займались Ярослав Стецькович, Теодозій Федаш, Василь Петричкович, Василь Пізнак /Гуйванів/, Василь Баран, Левко Волошанівський та інші. Під час перестелення підлоги у вівтарі церкви під підлогою, було знайдено записку для майбутніх поколінь громади села Мшанець. У зв'язку з тим, що папір мав пошкодження, було вирішено записку заламінувати і зберегти для нащадків.

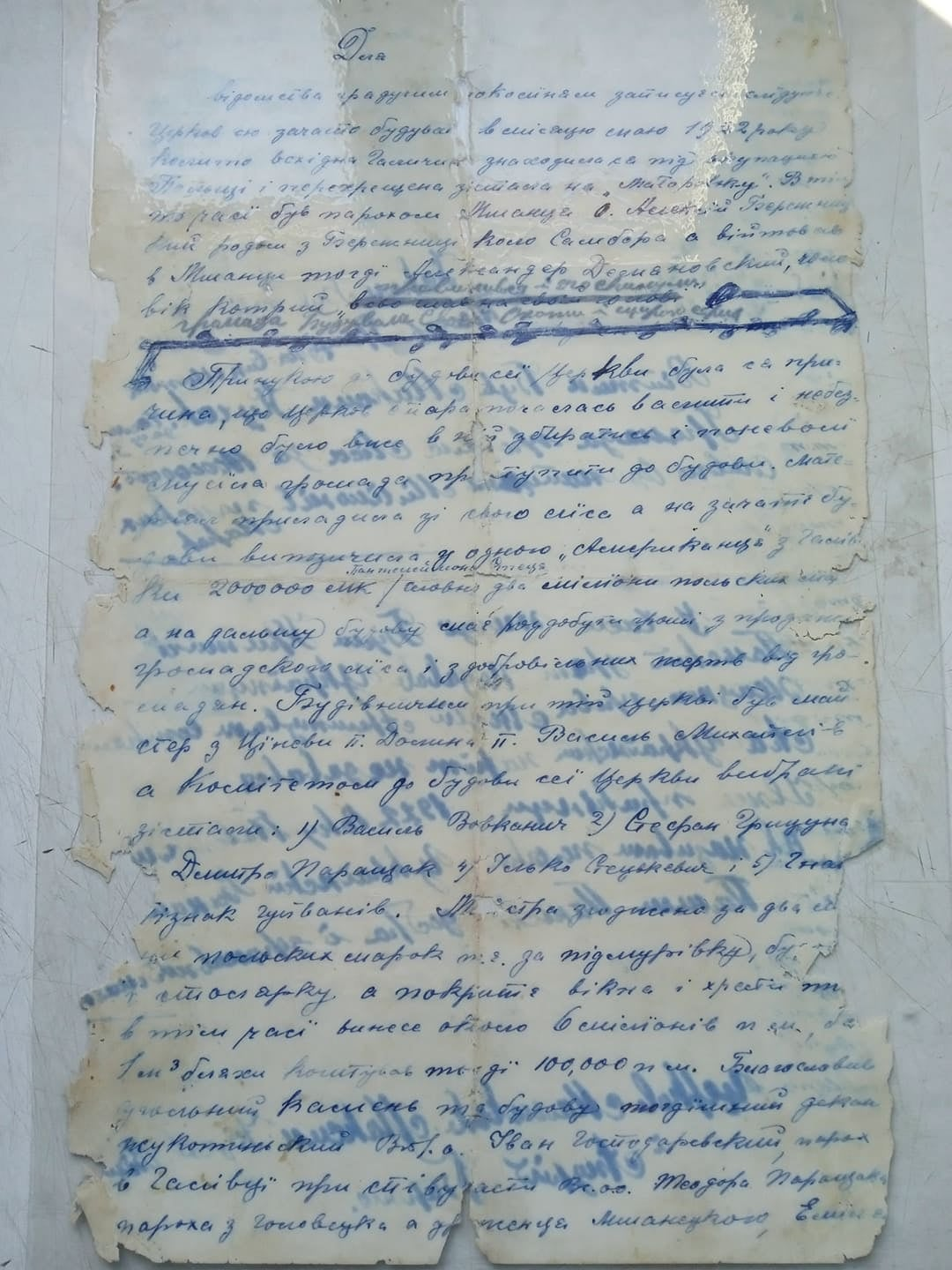
Записка до майбутніх поколінь Мшанця про будівництво церкви 1922 р. (1).

Для відомства грядущим поколінням записуємо слідуюче. Церков сю зачато будувати в місяцю маю 1922 року колито всхідна Галичина знаходилася під окупацією Польщі і перехрещена зістала на ‘’ Митаровку ‘’. В тім то часі був парохом Мшанця о. Алексій Бережницький родом з Бережниці коло Самбора, а війтовав в Мшанци тогді Александер Дем'яновский, чоловік котрий ″всьо мав на своїй голові″, провинився і його скинули. Громада будувала з своєї охоти і щирого серця.
Принукою до будови сеї Церкви була ся причина, що Церков стара почалась валити і небезпечно було вже в ній збиратись і поневолі мусіла громада приступити до будови, матеріял приладила зі свого ліса, а на зачатє будови випозичила у одного ″Американця″ з Галівки Пантелеймона Стеця 2000000 мк / словно два міліони польських марок, а на дальшу будову має роздобути гроші з продажу громадського ліса і з добровільних жертв від громадян.
Будівничим при тій Церкві був майстер з Ціневи п. Долин і п. Василь Михайлів, а Комітететом до будови сеї Церкви вибрані зістали : 1) Василь Вовканич 2) Стефан Грицуна 3) Дмитро Паращак 4) Ілько Стецькевич 5) Гнат Пізнак Гуйванів. Майстра згоджено за два міліони польских марок т. є. за підмурівку, будову і столярку, а покриття, вікна і хрести в тім часі винесе около 6 міліонів п. м. бо 1 м куб. бляхи коштував тогді 1000000 п. м.
Благословив вугольний камень та будову тогдішній декан Жукотиньский Всеч. о. Іван Господарский, парох в Галівці при співучасти Всеч. о. Теодора Паращака пароха з Головецка, а уроженця Мшанецкого, Еміляна Калинича з «Бабини» Головецка. Благословеня основ завершено в четвер 25/5 1922 р. т. є. на Вознесенія Господнє зполудня.
о. Алексій Бережницкий парох Мшанця
о. Йоан Господарский Декан Жукотиньский парох Галівки.
Печатка — Уряд парохіальний в Мшанци.
Декан Субатомир зав. Грозьової Ярослав Хоминский /
Нижче записка дописана іншим почерком: Дяком був тогді Теодор Грицуна син Мілька. Війтом був Максим Кучак число дому 3. Громада продала ліса 1100000000 /словно одинайцять мілійонів польських марок. Часи тогді були Критичні. Польский уряд недававУкраїнцям жодного права. Людей арештовували сотнями. Але український нарід недавався. І вже прикінци 1922 року Повстали як називали поляки Українські Банди. Палили Паньскі добра і державні маєтки..
Церков малював Максим Кучак війт.

Андрій Барило

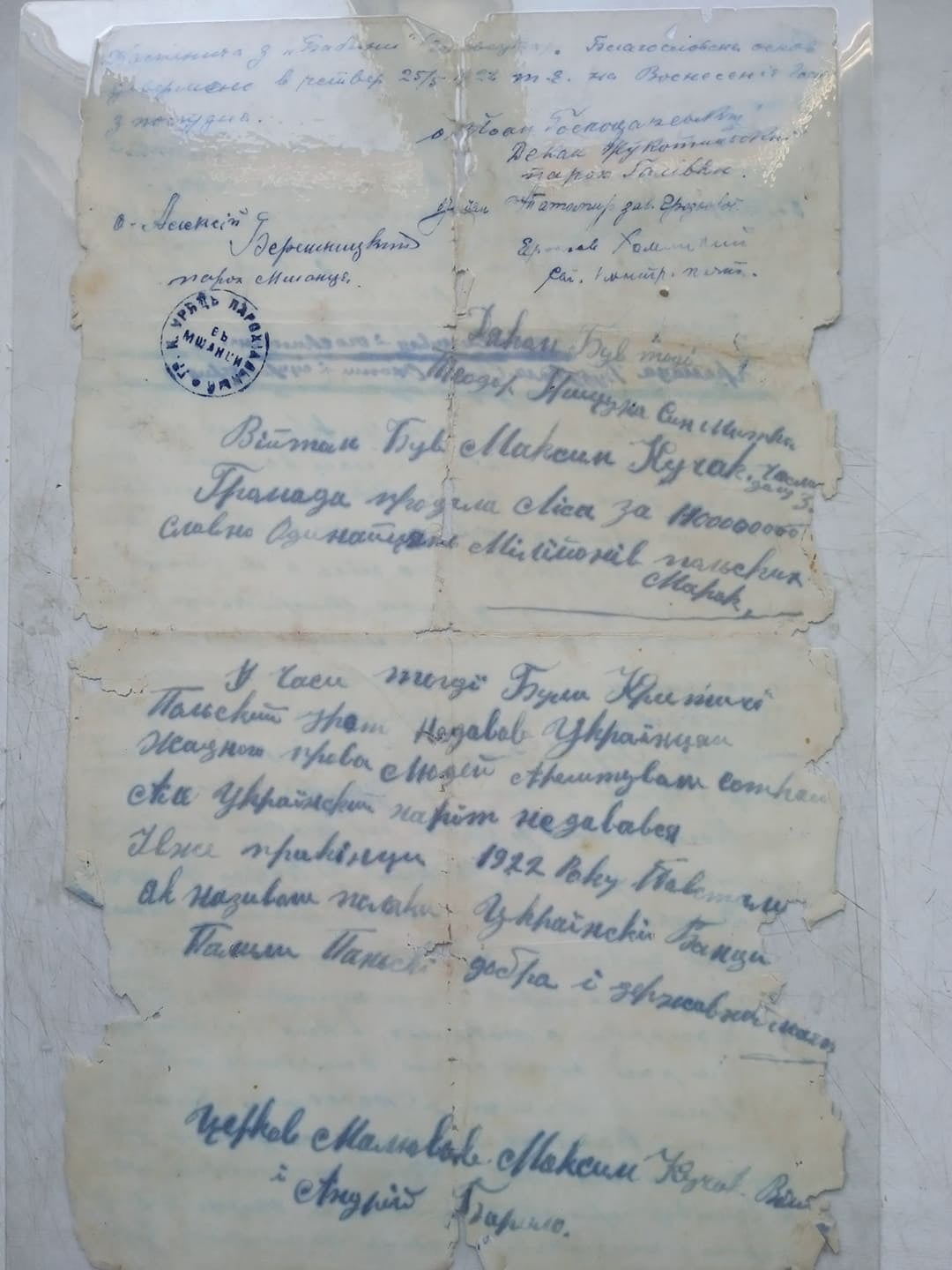
Записка до майбутніх поколінь Мшанця про будівництво церкви 1922 р. (2)

У червні 2023, в рамках підготування до святкування 100-ліття храму, його за спеціальною технологією відчистили від старої фарби та наново пофарбували.

### Священики УГКЦ, які обслуговували парафію, та їх уряди (з 1828р.)
| Ім'я                                  | Рік початку служіння | Рік завершення служіння | Уряд          |
| ------------------------------------- | -------------------- | ----------------------- | ------------- |
| Дем'яновський Іван (греко-катол.)     | (1828)               | 1837 (помер)            | парох         |
| Попель Василь (греко-катол.)          | 1837                 | 1838                    | адміністратор |
| Минчакевич Андрій (греко-катол.)      | 1838                 | 1849 (помер)            | парох         |
| Добрянський Віктор (греко-катол.)     | 1849                 | 1850                    | адміністратор |
| Носкевич Антін (греко-катол.)         | 1850                 | 1851                    | адміністратор |
| Назаревич Антін (греко-катол.)        | 1851                 | 1888 (помер)            | парох         |
| Зубрицький Михайло (греко-катол.)     | 1883                 | 1888                    | сотрудник     |
| Зубрицький Михайло (греко-катол.)     | 1888                 | 1889                    | адміністратор |
| Зубрицький Михайло (греко-катол.)     | 1889                 | 1914                    | парох         |
| Вільчанський Михайло (греко-катол.)   | 1914                 | 1919                    | адміністратор |
| Бережницький Олексій (греко-катол.)   | 1919                 | 1926                    | парох         |
| Мриглод Петро (греко-катол.)          | 1928                 | 1933                    | парох         |
| Горечко Теодор (греко-катол.)         | 1933                 | 1935                    | адміністратор |
| Горечко Теодор (греко-катол.)         | 1935                 | 1940                    | парох         |
| Кульчицький Діонізій (греко-катол.)   | 1940                 | 1944                    | парох         |
| Романюк Володимир (перейшов в РПЦ)    | 1944                 | 1948                    | адміністратор |
| Лех Григорій (РПЦ)                    | 1948                 | 1962                    | настоятель    |
| Храм закритий                         | 1962                 | 1989                    |               |
| Вовчків Василь (РПЦ)                  |                      | 1989                    | настоятель    |
| Семко Іван (РПЦ)                      | 1989                 | 1990                    | настоятель    |
| Ковба Іван (РПЦ)                      | 1990                 | 1991                    | настоятель    |
| Святківський Василь (греко-катол.)    | 1991                 | 1993                    | зав.          |
| Топорович Степан (греко-катол.)       | 1993                 | 1997                    | зав.          |
| Сенишин Степан (греко-катол.)         | 1997                 | 2002                    | зав.          |
| Коляса Павло (греко-катол.)           | 2002                 | 2005                    | адміністратор |
| Бунь Андрій (греко-катол.)            | 2005                 | 2007                    | адміністратор |
| Федорович Тарас (греко-катол.)        | 2007                 | 2009 (помер)            | адміністратор |
| Яворський Тарас (греко-катол.)        | 2009                 | 2014                    | адміністратор |
| Гнатів Іван (молодший) (греко-катол.) | 2014                 | 2016                    | адміністратор |
| Гачан Павло (греко-катол.)            | 2016                 | 2017                    | адміністратор |
| Гром Роман (греко-катол.)             | 2017                 |                         |               |

### Мшанецька ікона страшного суду (1560-і рр.)

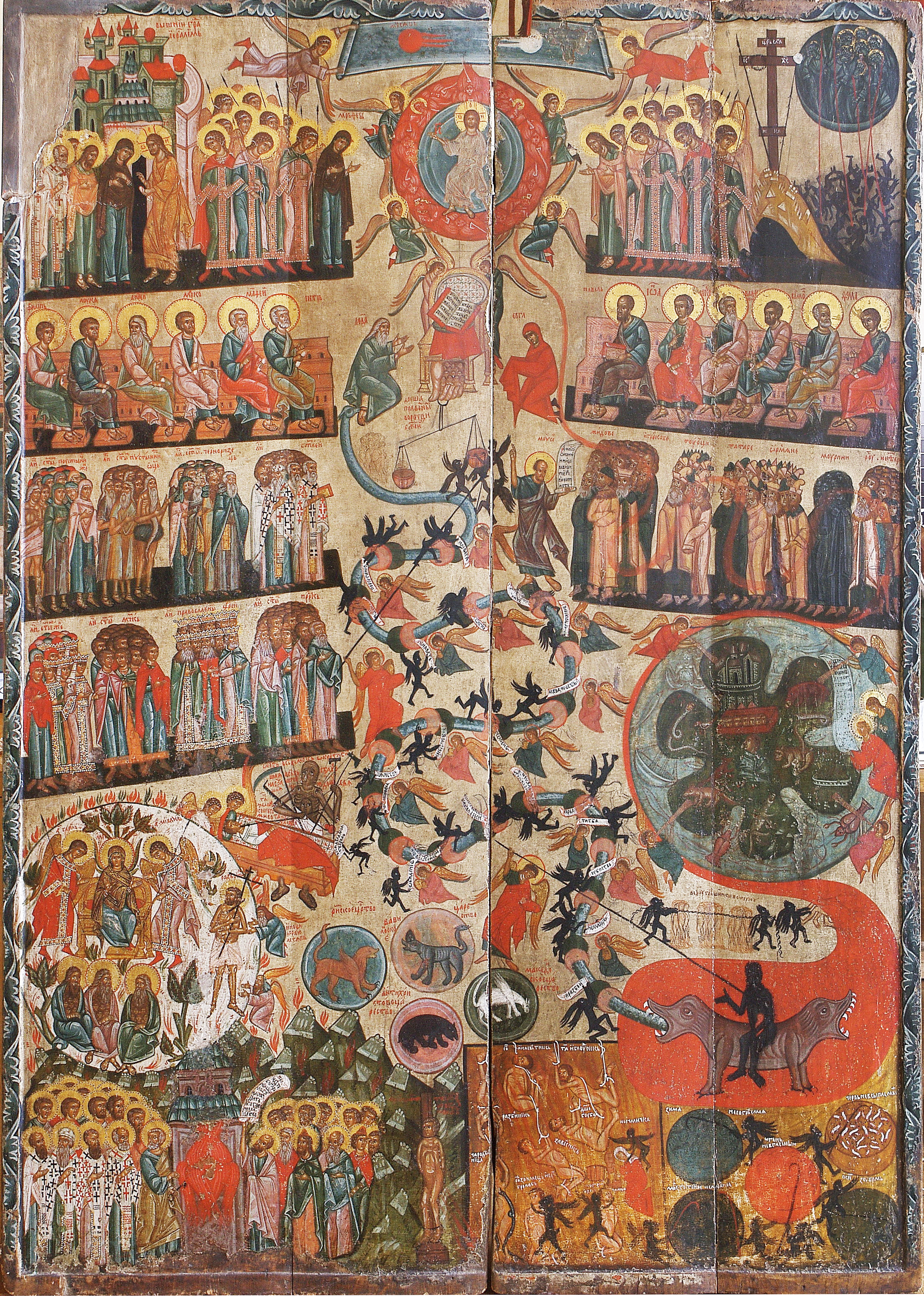
Ікона Страшного суду. С. Мшанець, Старосамбірський р-н. 1560-ті рр. Львівський Національний Музей ім. А. Шептицького.

Ікона Страшного суду із Мшанця, написана у 1560-х роках, є однією із найстаріших в Україні (давнішою від неї на кілька років є подібна ікона із с. Ванівці, але вона, на відміну від Мшанецької, набагато лаконічніша). Обидві ікони — пам'ятки високих мистецьких здобутків українського сакрального мистецтва, позначених глибокою духовністю та містичністю дійства. Зараз знаходяться у Національному музеї у Львові ім. А. Шептицького.
На мшанецькій іконі є два унікальні моменти — іконографічні нововведення українських майстрів: смерть праведника (на праву від Христа частині під ярусами Раю лежить чоловік на ліжку під червоним покривалом, а біля нього висока худа смерть з багатьма обличчями на тілі, списами, косою, сокирами) та корчмарка (єдина одягнена серед оголених грішників; згодом, цей мотив розбудується і займе окреме місце в іконографії мотивів пекла).

### Дзвіниця XVIIIст.

Двоярусна дерев'яна дзвіниця XVIII ст. церкви Різдва Пресвятої Богородиці с. Мшанець. УГКЦ.

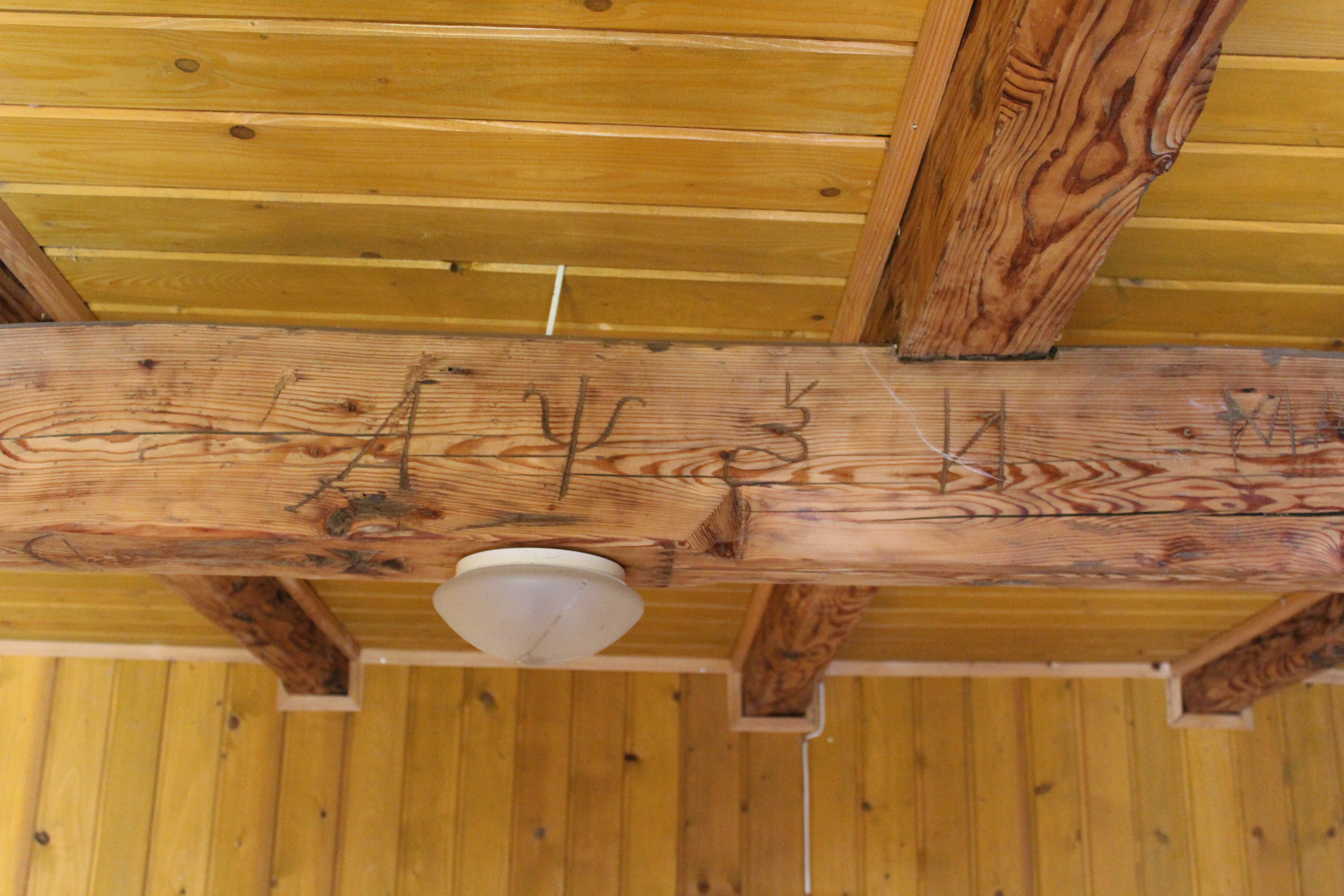
Сволок у двоярусній дзвіниці церкви Різдва Пресвятої Богородиці с. Мшанець. УГКЦ. Напис: «Року Божого 1768 майстер Василь Шевак»

На південний захід від церкви розташована пам'ятка архітектури — дерев'яна двоярусна дзвіниця XVIII ст., перенесена від старої церкви, що стояла на східній околиці села. Охоронний номер 518-м (Рішення виконавчого комітету Львівської обласної Ради народних депутатів трудящих від 30.06.1969 № 485).
На сволоку в проході дзвіниці зберігся різьблений напис: “Рокꙋ Бжіѧ АѰѮИ майстеръ Василь Шевѧкъ” («Року Божого 1768 майстер Василь Шевак»).

### Скульптура Скорботної Матері-України під Хрестом (1996р.)
У 1942 р. на цьому місці громада с. Мшанець насипала 4-метрову земляну могилу на честь Українських січових стрільців та створення Української повстанської армії. 1975 року секретар парторганізації радгоспу Роман Лесик особисто бульдозером розрив сільську пам'ятку.
За часів Незалежности у 1996 році Вовканич (Заміщак) Марія Федорівна замовила у відомого львівського скульптора Миколи Посікіри та профінансувала виготовлення унікальної статуї Скорботної Матері Божої під Хрестом, яку урочисто посвятили 21 вересня 1996 р. з нагоди 500-ліття села та в пам'ять про всіх борців за волю України. Місце для встановлення обирали з допомогою скульптора Миколи Посікіри та архітектора Михайла Федика.

### Колядка про Святу Софію в Києві
1. А що нам было з нащаду світа — [ Славен єси Боже / по йусім світі і на небесах (рефрен)]
2. Ой не было ж нам, хоба сина вода,
3. Синая вода тий білий камінь.
4. А прикрив Господь сиров землицев,
5. Виросло на ній кедрове древо
6. Барз височейке і барз слічнейке.
7. Висмотрила го Пресвята Діва,
8. Зізвала д нему сорок ремісників:
9. «Ой видите ж ви, ремісничейки?
10. А зітніте ж ви кедрове древо,
11. Збудуйте за нього святу Софію,
12. Святу Софію в святім Кійові.
13. Бы на ній было сімдесять верхів,
14. Сімдесять верхів, сімдесять крижів,
15. Семеро дверий, а єдни підлоги».
16. День будували, вночі втікали,
17. Вночі втікали, вдень прибывали.
18. А зіслав Господь ангела з неба.
19. «Не влякайтеся, ремісничейки!
20. Дав вам то Господь ведлуг силойки.
21. Крижі робіте, верхи зводіте».
22. Єден вершейко і барз слічнейко,
23. Барз височейко і барз слічнейко,
24. А втім вершейку золотий престіл,
25. За тим престолом сам милий Господь
26. Служит службойку суборовую,
27. Суборовую, заздоровую,
28. І за здоровья нашого брата,
29. Нашого брата і всіх христіян.
30. Тамтуди лежит здавну стежейка,
31. Стежкою іде польська вінойка,
32. Межи ними йде полковничейко.
33. Стала вінойка в крижі стріляти.
34. Рече словейко полковничейко:
35. «А не стріляйте ж в святій крижі,
36. Бо спустит Господь огняний дожджик.
37. Огняний дожджик, громові кулі,
38. Затопит Господь польську вінойку».
39. Вны не слухали, в крыжи стріляли.
40. Ай так ся стало, як він говорив:
41. Іспустив Господь огняний дожджик,
42. Огняний дожджик, громові кулі,
43. Затопив Господь польську вінойку,
44. Хоба нам зістав полковничейко,
45. Полковничейко, гой наш братейко.
46. Бы на здоровья, на многі літа,
47. Гей наш панейку, та наш братойку,
48. Не сам із собов, а з милим Богом,
49. Із милим Богом, з господинейков,
50. З господинейков і з челядойков.

Ця колядка, записана о. Михайлом Зубрицьким від господаря Михайла Оліщака Терлецького у 1884 р. стала не просто об'єктом міжнародної наукової дискусії, але й свідченям про «відображену чи закодовану у фольклорі свідомість етнокультурної єдності українського народу на всьому просторі його розселення, про присутність цієї свідомості, зокрема, і в карпатських глибинках».
Іван Франко розпочав свою першу статтю про цю колядку зауваженням: «Що поперед усього цікаве в отсій колядці, так се згадка про Київ і св. Софію в такій далекій і дошками забитій місцевості, де народ у теперішню пору ледве чи й знає дещо про існування Києва, не кажучи вже про св. Софію» («Знаменательные колядки», Кіевская старина, 1889 р.).
Вступив у наукову дискусію російський професор, академік Петербурзької академії наук Олександр Веселовський, який у додатках до своєї праці «Разыскания в области русского духовного стиха» (1891) назвав колядку із Мшанця цікавою і присвятив їй дослідницькі зауваження.
Полемізуючи з судженнями О.Веселовського, стосовно деяких мотивів колядки, І. Франко виступає зі своїми зауваженнями в «Киевской старине» і в німецькомовній статті «Як творилася слов'янська міфологія», надрукованій у віденському журналі «Archiv fur Slavische Philologie» (1907, т. 13).
Зокрема у «Київській старині» він наводить ймовірне книжне джерело для мотиву, який представлений у стихах 30-45 — чудесний розгром польського війська, і який є унікальною особливістю саме мшанецької колядки, оскільки не зустрічається в інших. Йдеться про чудо 1601 року, яке описане у книзі Йоаникія Ґалятовського «Ключ разумінія»: коли військо польське разом з німцями приступило під монастир Печерський і хотіло його «збурити», чуючи, що там знаходиться Шульга полковник з рицарством запорозьки, тоді Пресвята Богородиця оборонила свій монастир від небезпеки, «пославши» огненний дощ на військо польське. «Над тым войском Бутлер и Жолтовскій были преложоными». Далі Іван Франко припускає, що саме цей уривок книги став джерелом натхнення для авторів колядки, оскільки книга «Ключ разумінія» була настільною у священників в карпатських горах. 2023 року в рамках реалізації проєкту «БойкоМандри», було доведено факт існування цієї книги у селі Велика Волосянка, що знаходиться неподалік і також належить до Стрілківської громади. 15 серпня 1668 р. житель цього села Стас Василькович з дружиною Огафією подарували церкві книгу Йоаникія Ґалятовського «Ключ разумінія», видану у Львові в друкарні Михайла Сльозки 1665 р. Про це сповіщає вкладний напис до книги.
Цю колядку І. Франко аналізує також у розвідці «Карпаторуське письменство XVII—XVIII вв.», розглядає у незакінченій праці «Історія української літератури», присвячує їй окремий розділ («Колядка про св. Софію в Києві») у своїх знаменитих «Студіях над українськими народними піснями», де зробив підсумок дослідження цього твору.
У 2022 році братчик Київського кобзарського цеху лірнику Ярема (Вадим Шевчук) вперше за сотні років виконав цю колядку у Соборі Св. Софії в Києві, однак, не знаючи оригінальної мелодії, склав власну.
9 листопада 2023 року в Мшанець та Галівку приїхала знімальна група телеканалу «1+1» для знімання детективної історії про мшанецьку коляду. 24 грудня у перший Святий Вечір в Україні за новим стилем сюжет про детективну історію цієї коляди став центральним у вечірньому випуску «ТСН». Коляду у прямому ефірі на Софійській площі у Києві виконала Тіна Кароль.
Це спричинило новий виток наукових досліджень.

### Сучасні вертепи у виконанні дітей із Мшанця, Галівки, Плоского та Вицьова
2018: Вертеп на Мшанецькій плебанії (відео). Текст.
2019: Вертеп у Трускавці на Різдвяному фестивалі вертепів Самбірсько-Дрогобицької єпархії УГКЦ (відео).
2020: Вертеп з кумами на Мшанецькій плебанії. Текст.
2021: Вертеп у с. Галівка. Текст.
2022: Вертеп на Різдвяному фестивалі у с. Стрілки під час встановлення Всеукраїнського рекорду щодо одночасного виконання колядки «Нова Радість стала» на сопілках.
Вертеп на Мшанецькій плебанії у прямому етері.
2023 (січень): Збірний вертеп з дітей із Мшанця, Галівки та ВПО із Гостомеля, Сум, Краматорська, Вугледара на фестивалі «Різдвяна зірка» у Дрогобичі. Збирали на авто для ЗСУ, в результаті до ініціативи долучилися ще 11 інших вертепів та коляда і назбирали на дві автівки для ЗСУ. Текст вертепу.

## Краєзнавчий музей о. Михайла Зубрицького

Музей ім. о. Михайла Зубрицького (всередині). С. Мшанець, Самбірський р-н, Львівська обл.

Музей, який знаходиться в центрі села Мшанець в будинку колишньої читальні «Просвіти» (навпроти сільського храму), було засновано 22 вересня 1992 року. Довгий час його не вдавалось відкрити, але 1996 року до 140-річчя о. Михайла Зубрицького відкрили музей з краєзнавчим кутком, де знаходяться різні речі, якими користувалися бойки — одяг з домотканого полотна, сорочки, вишиванки, кептарі, рушники, знаряддя хліборобства, речі домашнього вжитку, зокрема різні посудини, маслиниці, верстати на яких ткали полотно, веретено, яким пряли пряжу, та багато інших історичних речей. Фонди музею використовуються для вивчення побуту мешканців Бойківщини. Експонати збирали по селу, люди приносили, хто що мав.
Музей був створений, щоб віддати данину отцю Михайлу Зубрицькому. В експозиції музею світлини, копії свідоцтв та деяких праць о. Михайла Зубрицького.
Зауважимо, що при створенні експозиції Літературно-меморіального музею Івана Франка у Нагуєвичах в середині XX ст. дуже багато експонатів було придбано саме в с. Мшанець та навколишніх селах. Також експонати із Мшанця є в музеях Базеля, Відня, в Музеї НТШ, до яких експонати передавав о. Михайло Зубрицький, а в Національному Музеї у Львові знаходяться ікони із мшанецької церкви, які забрав Іляріон Свєнціцький.
У 2022 році розпочали роботи по перекриттю даху та відновленню автентичного вигляду будівлі. Як виявилося при розборі даху, основа стін (дерев'яні "трами") були гнилими, і найближчої зими дах міг би завалитися під натиском снігу. Восени 2022 року було оголошено збір коштів у громаді, серед вихідців з села та через соціальні мережі, на які закупили керамічну австрійську дахівку в с. Ралівка, щоб відновити автентичний вигляд будівлі згідно світлини 1930-х років.
У квітні 2023 місцеві жителі з допомогою студентів-волонтерів УКУ перемили кожну дахівку. Згодом громада шукала кошти, а також своїми силами закуповувала матеріал для заміни прогнивших трамів, укріпила фундамент, і лише після цього майстри змогли відремонтувати дах.
Наприкінці 2024 року завершили перекриття даху, замінили гнилі трами, на яких трималася будівля тощо. Однак приміщення надалі потребує капітального ремонту. У планах у ньому має розміщуватися не тільки музей, але й культурний простір "Гірський Хаб" у Мшанці.

## Мшанецькі колиби
У 2019 році громада села завдяки навчальному курсу Патріаршої комісії у справах молоді УГКЦ та за фінансової підтримки Львівської освітньої фундації (тепер - Українська освітня платформа) запустила унікальний літній еко-табір для відпочинку в єдності з природою «Мшанецькі колиби». Особливість його в тому, що це не є чиїмось приватним бізнесом, а власністю місцевої релігійної громади, її соціальним підприємництвом. Кейс історії побудови «Мшанецьких колиб» представлений тут. «Мшанецькі колиби» можна вважати дітищем ГО «Магура».
Тут можна проводити літні молодіжні табори, християнські сарепти, військово-патріотичні вишколи, освітні та культурно-мистецькі заходи (відкриті лекції, виїзні тренінги/семінари на природі), а також просто відпочити у бойківському карпатському краї чи відсвяткувати якусь подію.
Інфраструктура табору:
- 7 восьмимісних двоповерхових дерев'яних колиб А-подібної форми,
- сторожівка (невелика колиба на 2-3 особи),
- Каплиця св. Миколая,
- Кухня-Колиба,
- Великий критий павільйон, що використовується як їдальня, а також як конференц-зал (є 2 спарені проектори, 2 екрани, вмонтоване звукове обладнання, 2 кондиціонери) чи зал для святкування на природі,
- майданчик для зібрань,
- літній кінотеатр під відкритим небом (є проєктор та екран),
- намет-зірка та намет для проведення тренінгів та майстер-класів,
- туристичні намети для кемпінгу,
- літній душ з панорамним видом,
- футбольний майданчик,
- пляжний волейбольний майданчик на березі річки,
- місце для купання,
- джерело мінеральної води «Нафтуся-Мшанецька».

Найближчим часом добудують Зимову Колибу, сцену та смугу перешкод.
Місцеві жителі вже надають супутні послуги: катання на конях, бричкою, оренда велосипедів, вело-квест по селі, туристичні походи на гору Маґура (1362 м), хребет Ворьовий (900 м), до древнього Лаврівського монастиря XIII столітті (13 км), пошук численних криївок в довколишніх лісах, продаж екологічно чистих власноруч вирощених продуктів (гірський мед, молоко, сири, варення та багато іншого). Окрім того, місцеві ліси багаті на гриби, рясно ростуть тут і афини, лохина, ліщина, суниця, терен, шипшина, лаванда та безліч корисних й лікарських трав.
У близькій перспективі «Мшанецькі колиби» мають стати (і вже стають) платформою розвитку села Мшанець, своєрідним «Сільським хабом». Декілька соціальних ініціатив уже успішно реалізовані.
- Благодійні акції у 2019—2022 рр. спільно з волонтерською ініціативою «Будуємо Україну разом»[437] та інтеграційні сесії у 2022—2023 рр. з студентами-волонтерами УКУ.
- Громадський Кінотеатр, організований у 2020 році спільно з БФ «Карітас СДЄ».[58][59]
- Фестиваль «В гості до Бойків».
- "Різдвяні смаколики із Мшанця — щорічний благодійний ярмарок. Започаткований у грудні 2020. Це продаж крафтових мішечків з набором екологічно чистих продуктів до Святої Вечері — мед, гриби, горіхи, фасоля, часник, карпатський чай та ін.[60][61][62][63][64][65][66]. Спеціально для благоднійного ярмарку зняли музичний кліп за участю місцевих дітей[67][68].
- «ФранкоМандри +», в рамках якого прокладено дводенний туристичний маршрут «На Пікуй!» протяжністю 167 км з ночівлею у с. Мшанець[263][264][265][266]. Локації: Самбір, Старий Самбір, Грозьова, Мшанець, Вовче, Турка, Розлуч, Ясениця-Замкова, Кривка. У цьому проєкті Іван Франко виступає провідником/туристичним гідом, який розповідає власну історію.
- «Власна справа у власному селі» — комплекс тренінгів, консультацій, навчальних поїздок та екскурсій, фомаційних вечірок, що допоможуть кільком сім'ям запустити власний локальний бізнес у Мшанці (кількаденні кінні прогулянки лісами та горами, сон на вулику в апі-колибі, туристичні екскурсії, перетворення автентичний старих хат на агрооселі тощо)[270][271][272].
- Мистецька рада, що розробляє концепцію майбутнього Культурно-просвітницького Центру Бойківщини в с. Мшанець, до складу якого входитимуть кілька різних об'єктів, включно з читальнею «Просвіти», бойківською хатою, церквою, майбутнім пам'ятником о. Михайлу Зубрицькому та ін. Створена у 2021 р.[69].
- Гастро-історичний проєкт «Бойківська кухня»: вивчення найдавніших збережених локальних рецептів та адаптація їх для брендових гостин на визначних місцевих подіях та урочистостях.
- Реабілітаційні табори з психологічним супроводом для дітей та підлітків, що постраждали від війни. Організовані у 2022 р. у зв'язку з широкомасштабним вторгненням росії в Україну[73][74][75][76][77][78][79][80]. Авторську програму психокорекційних занять розробила Ольга Сенчишин. Реабілітація відбувається у два етапи: тренінги на різні теми та арттерапевтичні заняття.
- Фандрайзинговий проєкт «Друзі Мшанця» — для тих, хто бажає підтримати різноманітні культурні та сакрально-мистецькі проєкти мшанецької громади (чисельність якої складає 140 осіб), та щомісячно робити внески 50+ грн за допомогою автоматичного налаштування в банківській системі «Приват24», «Ощад24» чи аналогічних. Залежно від розміру щомісячного внеску, є можливість бути «Другом» (50 грн), «Другом-меценатом» (100 грн), «Другом-амбасадором» (150 грн) або ж «Другом-сенатором» (200 і більше грн) і таким чином стати повноцінним членом мшанецької спільноти, впливати на прийняття спільних рішень, вносити пропозиції щодо покращення громади та ін.[100]
- «БойкоМандри: туристичні маршрути Стрілківської громади» — мережа історико-культурних маршрутів, започаткована у 2023 році за підтримки УКФ та Стрілківської територіальної громади.[225][438][439][440][441]
- «Школа чудотворців» — пілотна навчально-формаційна програма для підлітків по проектному менеджменту із можливістю виграти фінансування від місцевих підприємців на власний соціальний проєкт для громади. Реалізовується за підтримки Української освітньої платформи.[112][113][114][115][116]
- «Різдвяні пташки» — акція, зініційована священиками УГКЦ — о. Романом Громом, адміністратором парафії Різдва Пресвятої Богородиці УГКЦ села Мшанець та капеланом 80-ї ОДШБ о. Іваном Галем — з метою об'єднати якомога більшу кількість вертепів і коляд навколо збору коштів на дрони для 80-ї бригади. 13 січня 2024 року відбувся з'їзд учасників акції у селі Мшанець із встановленням рекорду України з наймасовішого виконання вертепами коляди «Там, во Бахмуті» в Україні та закордоном із різдвяною зіркою. В результаті акції зібрано понад 5 млн грн.[296][442][443][444][445][446][447][448][286]
- Інші проєкти, що перебувають на стадії організаційного становлення або концепції: соціальна крамниця сувенірної та крафтової продукції, інтерактивний музей «Бойківська хата», громадський простір «Бойківський хаб» в історичному приміщенні «Просвіти», відновлення діяльності краєзнавчого Музею о. М. Зубрицького тощо.[449][104]

## Хата із Мшанця у Шевченківському Гаї

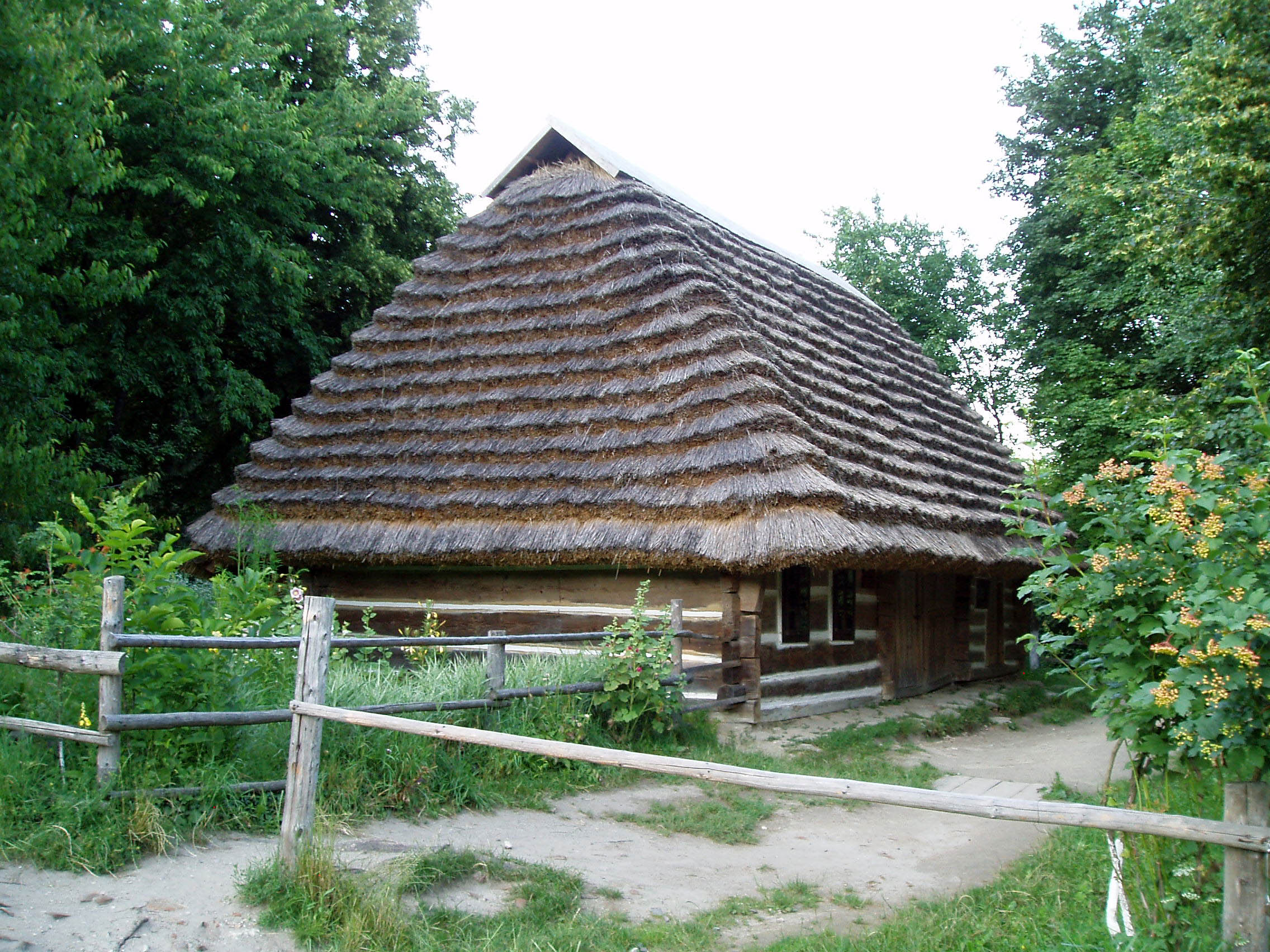
Хата із с. Мшанець (Стрілківська ОТГ, Самбірський р-н). 1920 р. Знаходиться в Шевченківському гаї у Львові. Пам'ятка археології місцевого значення (Наказ МКІП від 18.01.2021 № 14; 5635/15-Лв).

У Львівському музеї народної архітектури і побуту ім. Климентія Шептицького (Шевченківський гай) знаходиться хата, перевезена зі с. Мшанець Самбірського району Львівської обл., яка була побудована на початку XX ст. і являє собою окремий тип бойківського житла.
У плані будівля складається з хати, боїща-сіней і стайні, до якої є вхід у фасадній стіні. З протилежного від фасаду боку є «половник» (прибудова, утворена продовженням даху і поздовжньою стіною, яка з'єднує зруби хати і стайні).
У частині «половника», який прилягає до хатньої стіни, влаштована комора. Основою будівлі була стайня збудована ще наприкінці XIX ст., до якої на поч. XX ст. була добудована власне хата. Так виникла сучасна будівля, в якої сіни є боїщем (стодолою) і мають широкі ворота, а в них додаткові двері самих сіней. Стіни хижі складені з широких брусів, стайні — з кругляків. Між вінцями, які підмальовані вохристою глиною, закладено мох і ззовні ці шви обмазані білою глиною. Таке оздоблення властиве лише для західної частини Карпат.
У XIX ст. цей тип хати зберігався у незаможних господарствах, багатші родини будували так звані «довгі» хати за планом: комора — хата — сіни — боїще — стайня.

## Цікаві факти
- Друга за давністю українська Ікона Страшного суду написана у Мшанці у 1560-х роках. Зараз ця пам'ятка високих мистецьких здобутків українського сакрального мистецтва знаходиться у Національному музеї у Львові ім. А. Шептицького.
- На 1897 рік о. Зубрицький мій похвалитися тим, що у Мшанці для політичної та суспільної агітації збиралося 500 учасників із ближніх сіл з трьох повітів[19].
- Цілу зиму 1897/8 у Мшанці на плебанії о. Зубрицького гостював секретар НТШ Володимир Гнатюк, списуючи для «Етнографічного збірника» народні пісні, поговірки та звичаї. Мшанець був одним із найважливіших пунктів його збирацької роботи в Галичині[451].
- Мшанець — перше село в Старосамбірському повіті, яке прийняло українську як мову спілкування із владою повіту[19].
- Коляда «Про Святу Софію в Києві» записана о. Михайлом Зубрицьким від господаря Михайла Оліщака Терлецького у 1884 р. стала не просто об'єктом міжнародної наукової дискусії між Іваном Франком та академіком Петербурзької академії наук Олександром Веселовським, але й свідченям про «відображену чи закодовану у фольклорі свідомість етнокультурної єдності українського народу на всьому просторі його розселення, про присутність цієї свідомості, зокрема, і в карпатських глибинках».
- Цікавий і показовий випадок стався після виборів 17 грудня 1900 р. До того часу жителі Білич біля Старого Самбора, йдучи на ярмарок до Лютовиська (продавали сукно з овечої вовни, цибулі, закуповували вівці і перепродували), зупинялися на ніч у Мшанці. Місцеві ґазди давали їм вечеряти, стелили постіль, зранку готували сніданок. Коли ж 17 грудня 1900 р. виборці з Білич проголосували за Ґіжовського (очевидно, конкурента о. Зубрицького), продаючи свій голос по 1-4 корони, то відтоді мшанчани не приймали на ніч жодного жителя з Білич і виразно їм сказали чому: через хрунівство їх виборців (загального голосування на той час не було, тому більшість селян не були виборцями).
- 1904 року із Мшанця почалася перша комплексна наукова експедиція українських етнографістів доктора Івана Франка, професора Федора Вовка з Парижа та слухача університету у Відні Зенона Кузеля, які провели 10 днів у селі, фотографуючи та збираючи етнографічний матеріал[30]. Спеціально для цієї експедиції вони купили у Відні «фотографічний апарат з Герцом найновішої едиції»[32].
- Експонати із Мшанця є в музеях Базеля і Відня.
- 78 експонатів з Бойківщини (знаряддя для переробки льону, конопель і ткання полотна) навесні 1913 року о. Зубрицький передав Музею НТШ у Львові.
- Заїжджав до Мшанця і директор Національного Музею у Львові Іляріон Свєнціцький та забрав до музею деякі старі образи з церкви.
- Коли у часи СРСР у Нагуєвичах створювали Музей Івана Франка, більшість речей (дзеркала, глечики тощо) придбали у Мшанці та Плоскому.
- Свій 48-й День Народження Іван Франко «святкував» у Мшанці під час цієї експедиції у 1904 р. До речі, під час експедиції робили атропологічні виміри, і, як згадує Зенон Кузеля, поміряли також і Франка: «й Вовк із великим задоволенням проголосив, що Франкова голова чисто українська (мабуть, із покажчиком біля 85) й далеко кругліша, як пересічно в українців»[32].
- Саме на плебанії о. Зубрицького І. Франко розпочав свою роботу над «Батьківщиною» — «отеє оповідання, написане літніми місяцями р. 1904, в часі вакаційного побуту в гірських селах Мшанці Старосамбірського і Дидьові Турецького повіту…». Окрім того, за ці 10 днів у Мшанці він також довершив відгук «Східно-Західні непорозуміння» з приводу книги Підеші «Восток и Запад», підготував відповідь на публікацію про його габілітацію, що видавалася в «Ruthenische Revue», розпочав і закінчив коректуру деяких літературних творів інших авторів, а також повноцінно відпочив, ловлячи рибу в Мшанці та збираючи гриби у довколишніх лісах.
- Унікальна світлина Івана Франка у профіль зроблена саме під час експедиції 1904 р. у Мшанець (унікальна, оскільки всі інші відомі фотографії Івана Франка — у анфас).
- Наріжний камінь будинку «Просвіти» у Мшанці закладали о. Михайло Зубрицький разом з Іваном Франком. «Просвіта» теж була унікальна: при ній функціонувала руська крамниця, власниками якої були самі селяни. За виручку від продажі щорічно закуповувалися книги, журнали та газети. Сьогодні у цьому приміщені є недіючий музей ім. о. Михайла Зубрицького.
- Українську абетку шрифту Брайля для сліпих створив Андрій Волощак — сліпий, радянський поет, вихідець із Мшанця, засновник львівського відділення УТОСу.
- Є свідчення про те, що в часи підпільної боротьби в селі була організована криївка-читальня, до якої селяни позносили книги, за переховування яких могли отримати реальні терміни та висилання в Сибір.
- Перший синьо-жовтий прапор, піднятий 4 вересня 1991 року над Верховною Радою України, був із Мшанця. Історичне відео із його вивішенням[47].
- У Шевченківському Гаю у Львові знаходиться хата із с. Мшанець — пам'ятка архітектури (історії), споруда 1920 року. Найпримітивніший тип замкнутого двору. Зруб житлового приміщення (поч. XX ст.) за допомогою току («боїська») зблокований зі зрубом стайні (кін. XIX ст.) Тік одночасно виконує функцію сіней. Вздовж тильної стіни — прибудова («загата»). На заході Бойківщини таке планування мали тимчасові житла. Будівля відтворена в музеї в 1975 р.[452]
- 22-24.08.2021 р. у села Мшанець, Галівка та Плоске прибули ініціаторки проєкту «Old Khata project» Світлана Ославська та Анна Ільченко для внесення найдавніших хат із цих сіл до всеукраїнського каталогу традиційних будинків як взірців бойківських хат[50][51].
- 26.09.2021 р. у селі Мшанець організували фестиваль «В гості до Бойків та о. Михайла Зубрицького», в пам'ять про славного пароха цього села. На фестиваль приїхали 3 тис. туристів.
- 26.11.2021 р. на території парафіяльного табору «Мшанецькі колиби» представники Стрілківської територіальної громади вразили всіх виконанням пісні «Батько наш Бандера»[453][454].
- 13.01.2024 року на «Мшанецьких колибах» відбувся з'їзд усіх учасників акції «Різдвяні пташки» із встановленням рекорду України з наймасовішого виконання вертепами коляди «Там, во Бахмуті» в Україні та закордоном із різвяною зіркою. В рекорді взяли участь 105 вертепів, коляд і колективів, загальна кількість людей — 1259.[286]

## Відомі люди
- У селі 31 рік душпастирював видатний український історик, етнограф, фольклорист, публіцистист, громадський діяч, о. Зубрицький Михайло Іванович (1856—1919).
- Західна Бойківщина — одне з улюблених місць відпочинку Івана Франка (1856—1916). У Мшанець Франка привела давня і щира дружба з місцевим священиком Михайлом Зубрицьким.
- Верховинець Андрій (1877—?) — український письменник, уродженець с. Мшанець.
- Отець Федір Паращак — священник УГКЦ, вихованець о. Михайла Зубрицького. По закінченні студій у Ватикані служив парохом у с. Галівка. Репресований комуністичним режимом разом з усією родиною (власною сім'єю та сім'єю рідного брата, який, бувши головою с. Мшанець, відмовився підписувати наказ про виселення кількох сімей односельчан на Сибір). Відбував заслання на Магадані (сім'я — в іншому регіоні), опісля до кінця життя проживав на Півдні України.
- Січові стрільці із Мшанця: Роман Мазуркевич (Петриків), Яків Гула (Сенидин), Михайло Заміщак, Федір Петричкович, Роман Рябінець та ін.
- Вовканич Петро Павлович — доброволець УГА, вуйко Вовканича Степана Йосиповича.
- Андрій Волощак (1890—1973) — радянський поет, уродженець с. Мшанець.
- Пізнак Федір Іванович (1913—1972) — партійний діяч КПРС, депутат Верховної Ради СРСР 2—4-го скликань (1946—1958). У 1930-х роках був в'язнем Картузької Берези (за іншими даними — в'язниці міста Сянік). Із родини Пізнаків (Бобикових). З 1958 працював на керівних господарських посадах Тернопільської області.
- Пізнак Іван Кирилович — старший брат Григорія Пізнака, репресований за боротьбу проти тоталітарного режиму. Згодом на засланні став заслуженим винахідником Казахстану, не маючи спеціальної вищої освіти.
- Пізнак Григорій Кирилович (1930) — художник, упівець, уродженець с. Мшанець, «Малолітній в'язень сумління», репресований разом з сім'єю радянським режимом. Провів 7 років 9 місяці і 3 дні у сталінських концтаборах, де зустрічався із Патріархом УГКЦ Йосифом Сліпим[455]. Іконописець, живописець і портретист. Намалював ікони Хресної дороги до Мшанецької церкви.
- Паращак Левко Іванович (? — січень 2016) — письменник, малолітнім репресований радянським режимом на 25 років таборів за співпрацю з українськими повстанцями, точніше — за розповсюдження листівок УПА до місцевих жителів із закликом «ділитися куском хліба із братами з Великої України»[456] («східняками»). Опісля змушений оселитися на Миколаївщині, де навіть його курей обзивали «бандерівськими». Автор збірки оповідань «З покоління незламних»[44].
- Вовканич Степан Йосипович(1936—2019) — доктор економічних наук, професор, академік, член–кореспондент Української Академії інформатики, енциклопедист, уродженець с. Мшанець. Із родини Вовканичів (Фидьових).
- Франк Сисин (англ. Frank E. Sysyn, 1946) — американський і канадський історик, фахівець з історії України. Автор історичної розвідки «Отець Михайло Зубрицький: Нестор українського села». Ініціатор та головний редактор 3-томного видавництва наукових праць о. Михайла Зубрицького.

## Музичні кліпи про Мшанець
- «Вася, давай весло [Архівовано 25 квітня 2021 у Wayback Machine.]» або «Як школярі додому плавають…». 17.06.2018.[457]
- «Плакала: казка на дорозі [Архівовано 25 квітня 2021 у Wayback Machine.]». 20.03.2019.
- «З чого починається дорога… [Архівовано 25 квітня 2021 у Wayback Machine.]». 5.08.2019.[458]
- «Карантин forever [Архівовано 25 квітня 2021 у Wayback Machine.]». 30.05.2020.[459]
- «Історія одного тапочка [Архівовано 25 квітня 2021 у Wayback Machine.]». 3.07.2020.
- «Воїни світла». Музичне звернення від 13.07.2020 р. до президента України Володимира Зеленського та голови ЛОДА Максима Козицького під час протестної акції на трасі міжнародного значення Н13 Львів-Ужгород з вимогою капітального ремонту 17 км дороги «Стрілки-Мшанець», яка з'єднувала 11 сіл[460].
- «Різдвяні смаколики із Мшанця». 26.12.2020.[461]
- «Мшанецькі колиби [Архівовано 29 вересня 2021 у Wayback Machine.]». Ірина Савула, 26.09.2021[462][463].
- «Віктор Винник і МЕРІ кличуть на фестиваль». Віктор Винник 5.09.2021.[464]
- «Капітальний ремонт автомобільної дороги С141704 Мшанець-Стрілки». Шляховик-Т. 12.11.2021[465]
- «Гетто»: реп їмості про 5-ти км прикордонну зону. 21.06.2024[382][383][466][467][468]

### Музичні кліпи, зняті у Мшанці
- «Ой, мамо, люблю Гриця». Українська молодь Христові (с. Бісковичі). 17-08-2021.
- «Юний орел». Українська молодь Христові (с. Бісковичі). 17-08-2021.
- «What is Сарепта». Українська молодь Христові (с. Бісковичі). 19-08-2021.
- Виступи музичних гуртів на фестивалі «В гості до Бойків та о. Михайла Зубрицького»[210]. 2021-09-26.
- XIV фестиваль «Полегойки, Бойки! Мшанецькі Колиби»[53]. 2022-11-08.
- «Батько наш Бандера». Стрілківська територіальна громада (патріотичний всеукраїнський флешмоб). 2021-11-26[469].
- «Прибери Карпати як у себе біля хати», присвячений пам'яті Романа Жука. Стрілківська територіальна громада. 2022-07-04[470][471][472][473]